# 富善邨
富善邨（英語：Fu Shin Estate）是香港公共屋邨，位於新界大埔新市鎮東部的大埔海填海區，於1985年落成入伙，鄰近新興花園。此邨得名自大埔墟其中一條街道富善街。
1986年，此屋邨用於接收受興建城大校舍影響的九龍塘木屋居民。1991年，善美樓曾經列入出售公屋計劃，但最後計劃遭到擱置；直至2005年，富善邨才成為租者置其屋計劃第六期（乙）中，其中一個出售的屋邨。
明雅苑（英語：Ming Nga Court）是香港房屋委員會在大埔區的居者有其屋屋苑之一，位於富善邨南面，屬富善邨一期的一部份。
怡雅苑（英語：Yee Nga Court）是香港房屋委員會在大埔區的居者有其屋屋苑之一，位於富善邨西面，由羅麥莊馬建築師事務所設計，於1990年9月動工，1993年落成。

## 屋邨資料

### 樓宇

#### 富善邨
富善邨共有兩座Y1型及四座Y2型住宅大廈，分別為：
| 樓宇名稱（座號） | 樓宇類型 | 落成年份      | 層數 | 每層伙數 | 單位數目（伙） | 承建商   | 採用升降機的廠商 (更換前) | 採用升降機的廠商 (更換後) | 期數 |
| ---------------- | -------- | ------------- | ---- | -------- | -------------- | -------- | ------------------------- | ------------------------- | ---- |
| 善群樓（第1座）  | Y1型     | 1985年11月1日 | 35   | 36       | 1134           | 新昌營造 | 富士達                    | 奧的斯                    | 1    |
| 善鄰樓（第2座）  | Y1型     | 1985年12月1日 | 35   | 36       | 1134           | 新昌營造 | 富士達                    | 奧的斯                    | 1    |
| 善雅樓（第3座）  | Y2型     | 1986年11月1日 | 35   | 24       | 816            | 新昌營造 | 通力                      | 奧的斯                    | 3    |
| 善翠樓（第4座）  | Y2型     | 1986年11月1日 | 35   | 24       | 816            | 新昌營造 | 通力                      | 奧的斯                    | 3    |
| 善美樓（第5座）  | Y2型     | 1986年3月1日  | 35   | 24       | 816            | 順成建築 | 富士達                    | 奧的斯                    | 2    |
| 善景樓（第6座）  | Y2型     | 1986年6月1日  | 35   | 24       | 792            | 順成建築 | 富士達                    | 奧的斯                    | 2    |

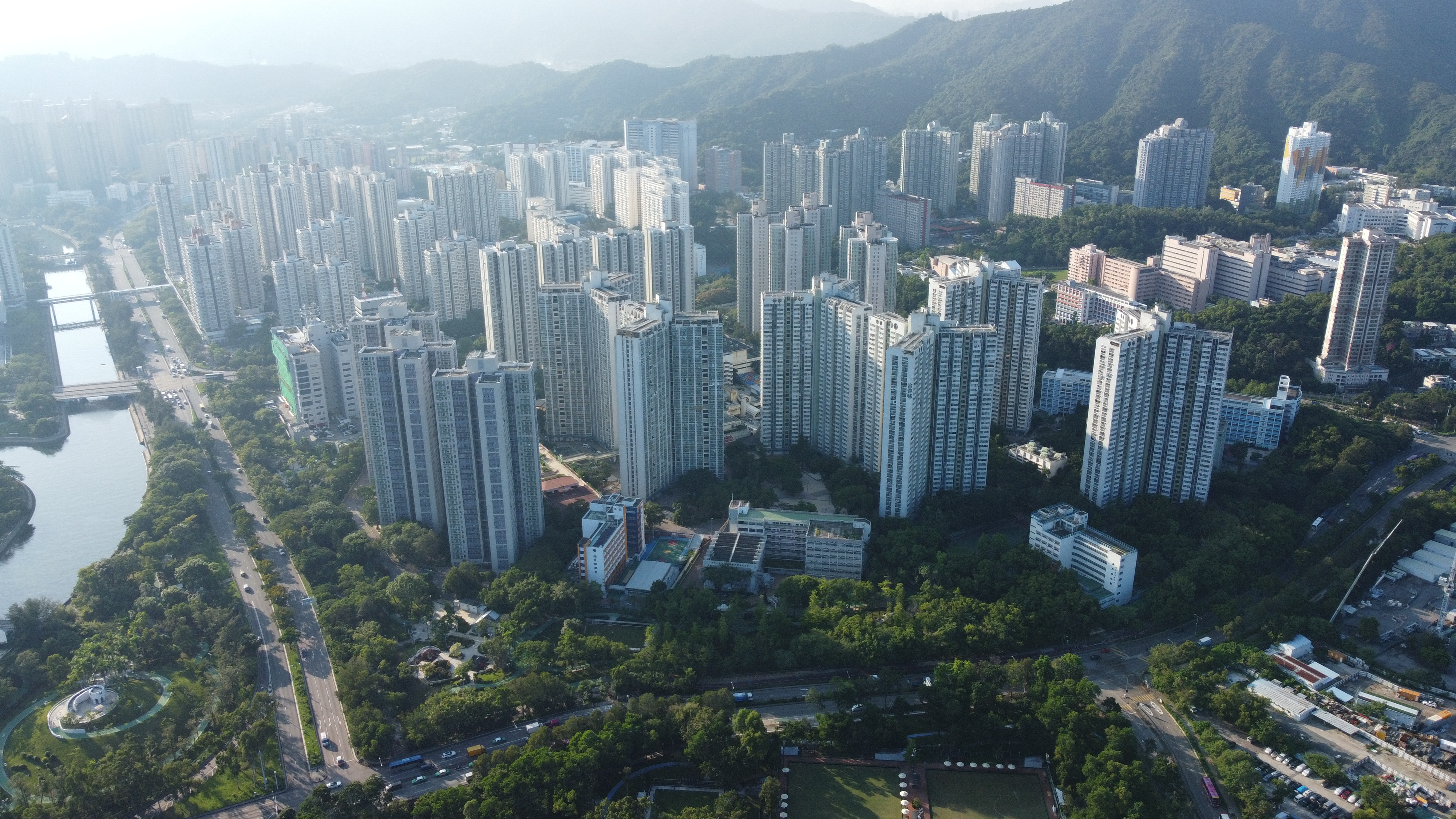
從大埔海濱公園上空鳥瞰富善邨及明雅苑

#### 明雅苑
明雅苑共有三座風車型大廈，分別為：
| 樓宇名稱（座號） | 門牌號碼   | 樓宇類型 | 落成年份       | 層數 | 每層伙數 | 單位數目（伙） | 承建商   | 採用的升降機廠商 | 期數 |
| ---------------- | ---------- | -------- | -------------- | ---- | -------- | -------------- | -------- | ---------------- | ---- |
| 明凱閣（A座）    | 安埔里7號  | 風車型   | 1985年12月31日 | 35   | 16       | 560            | 新昌營造 | 富士達           | 1    |
| 明欣閣（B座）    | 安埔里9號  | 風車型   | 1985年12月31日 | 35   | 16       | 560            | 新昌營造 | 富士達           | 1    |
| 明昌閣（C座）    | 安埔里11號 | 風車型   | 1985年12月31日 | 35   | 16       | 560            | 新昌營造 | 富士達           | 1    |

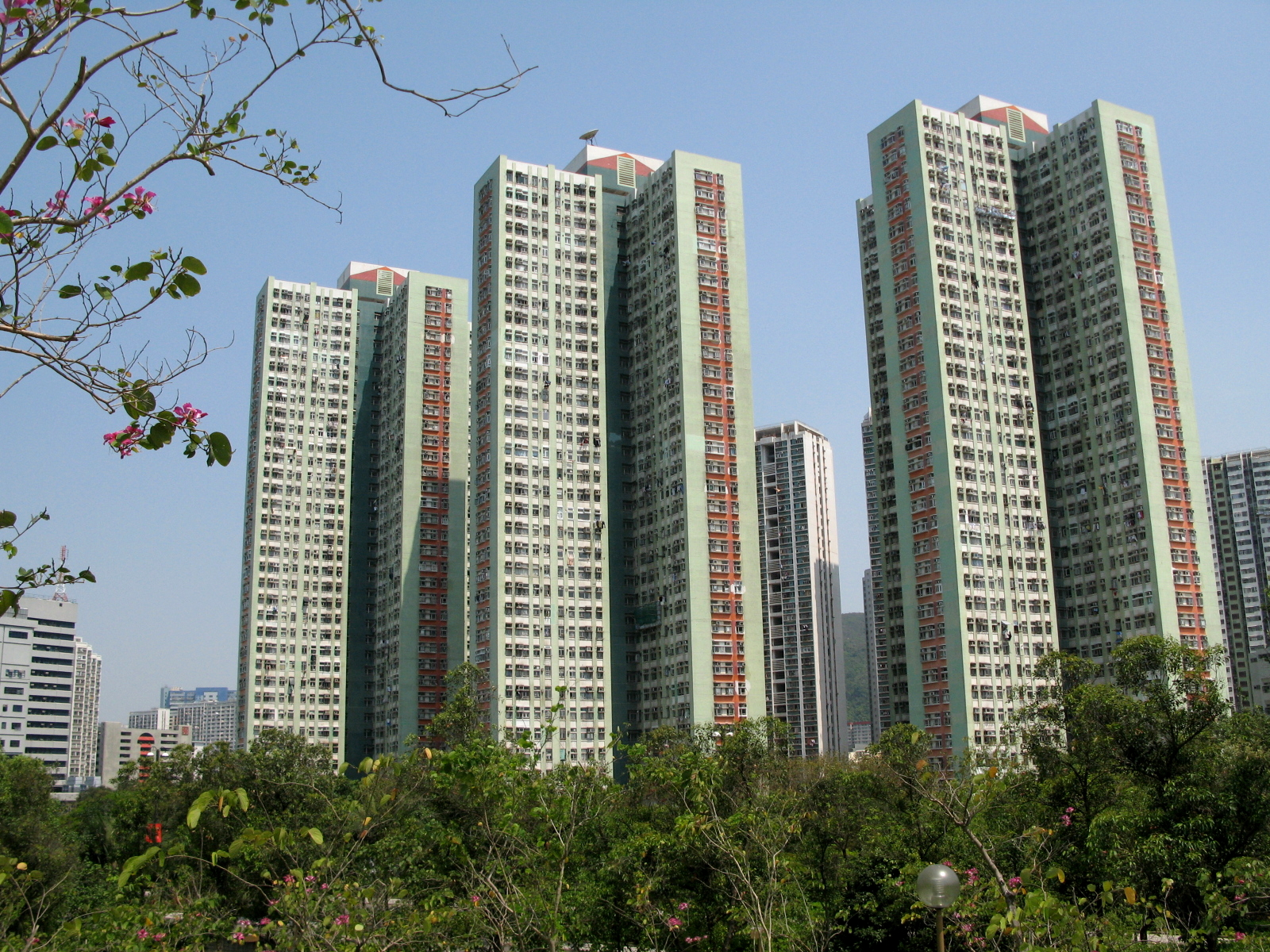
翻新前的明雅苑
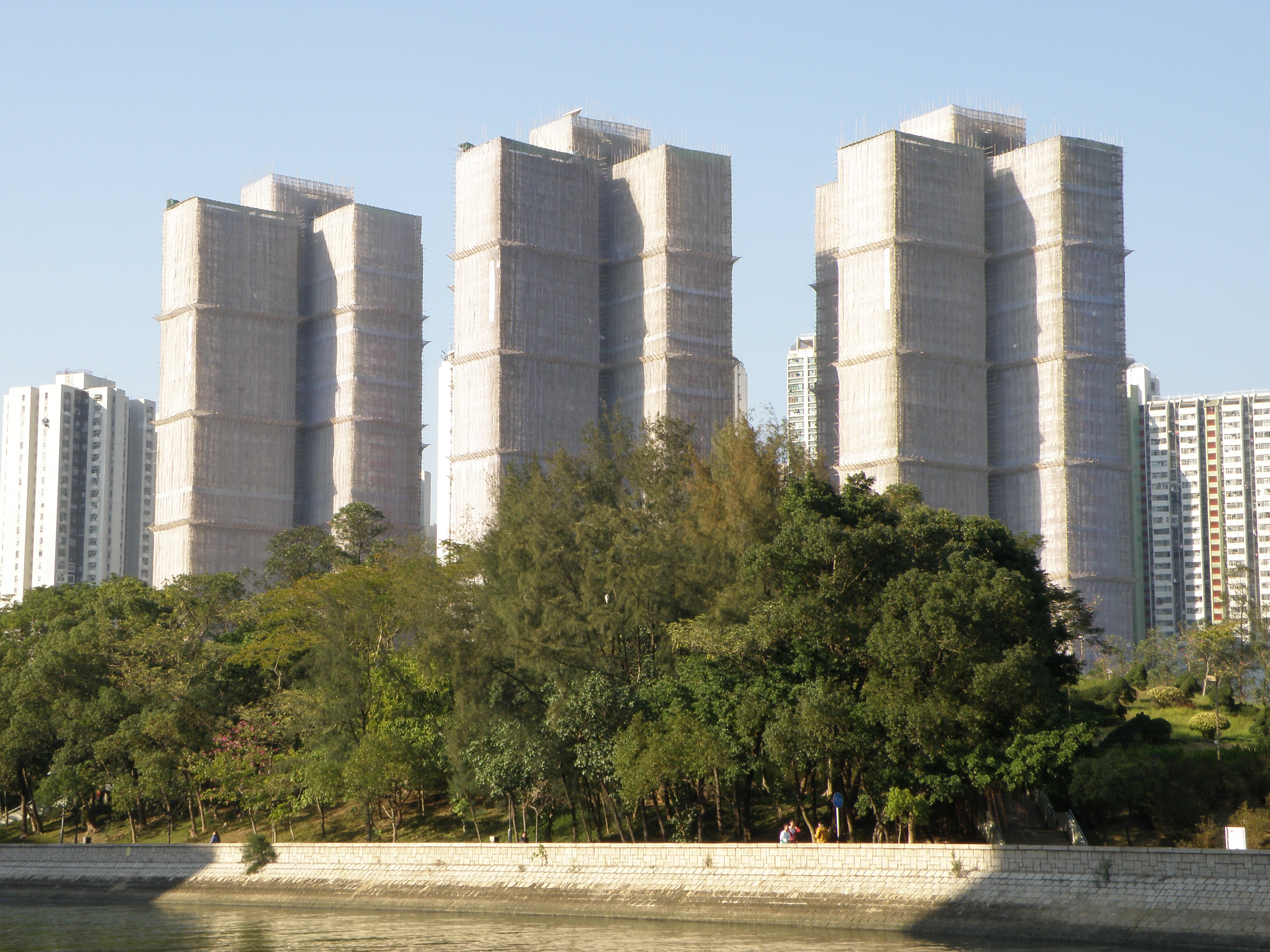
明雅苑翻新工程

#### 怡雅苑
怡雅苑共有五座新十字型大廈，分別為：
| 樓宇名稱（座號） | 樓宇類型                | 落成年份      | 層數 | 每層伙數 | 單位數目（伙） | 建築師               | 承建商             | 採用的升降機廠商  | 期數 |
| ---------------- | ----------------------- | ------------- | ---- | -------- | -------------- | -------------------- | ------------------ | ----------------- | ---- |
| 怡禮閣（A座）    | 新十字型 （1984年版本） | 1993年6月15日 | 35   | 10       | 350            | 羅麥莊馬建築師事務所 | 朱祥興建築有限公司 | 英國通用電氣-捷運 | 4    |
| 怡順閣（B座）    | 新十字型 （1984年版本） | 1993年6月15日 | 35   | 10       | 350            | 羅麥莊馬建築師事務所 | 朱祥興建築有限公司 | 英國通用電氣-捷運 | 4    |
| 怡厚閣（C座）    | 新十字型 （1984年版本） | 1993年6月15日 | 35   | 10       | 350            | 羅麥莊馬建築師事務所 | 朱祥興建築有限公司 | 英國通用電氣-捷運 | 4    |
| 怡達閣（D座）    | 新十字型 （1984年版本） | 1993年6月15日 | 35   | 10       | 350            | 羅麥莊馬建築師事務所 | 朱祥興建築有限公司 | 英國通用電氣-捷運 | 4    |
| 怡亮閣（E座）    | 新十字型 （1984年版本） | 1993年6月15日 | 35   | 10       | 350            | 羅麥莊馬建築師事務所 | 朱祥興建築有限公司 | 英國通用電氣-捷運 | 4    |

### 設施

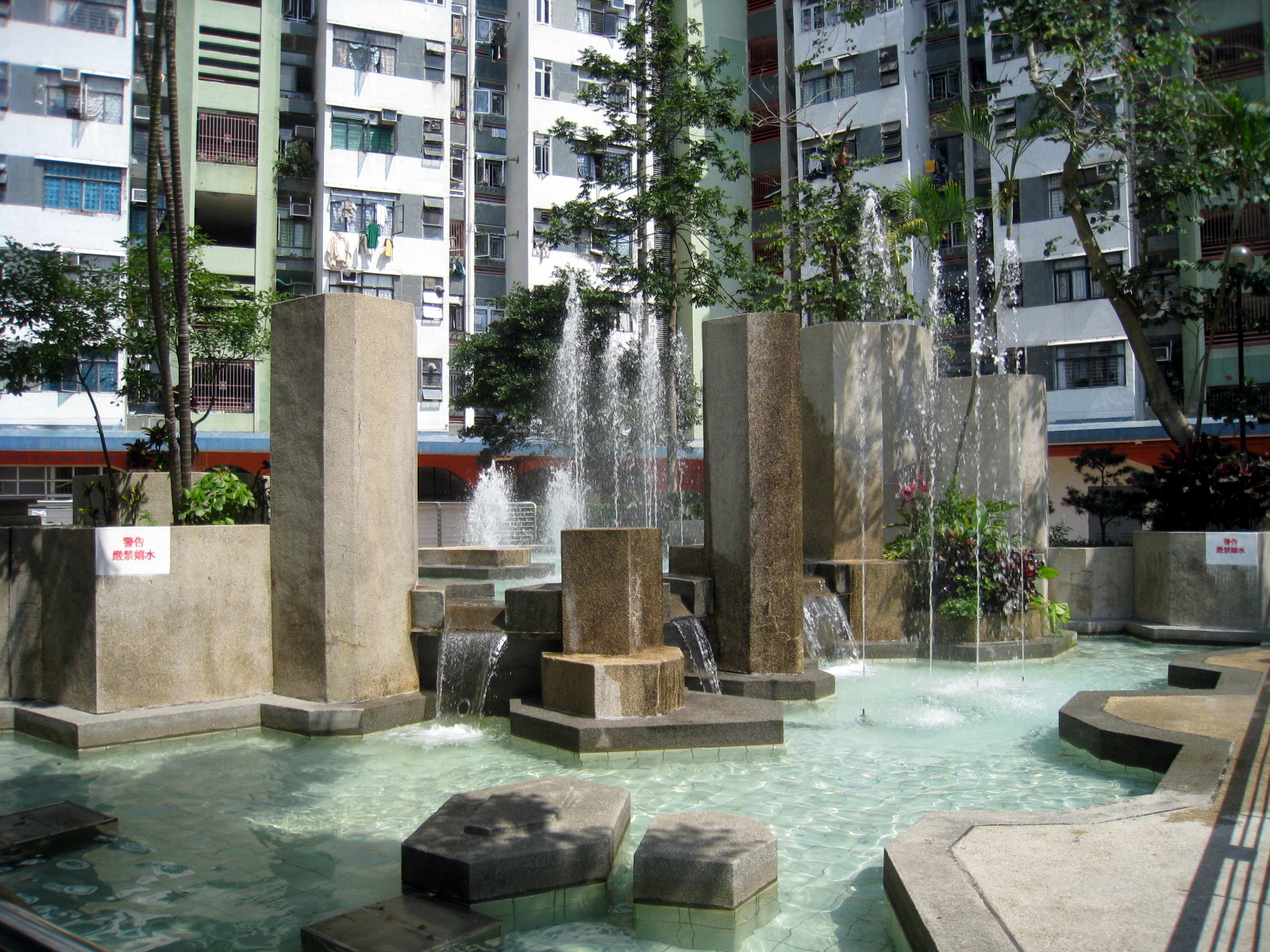
富善邨噴水池

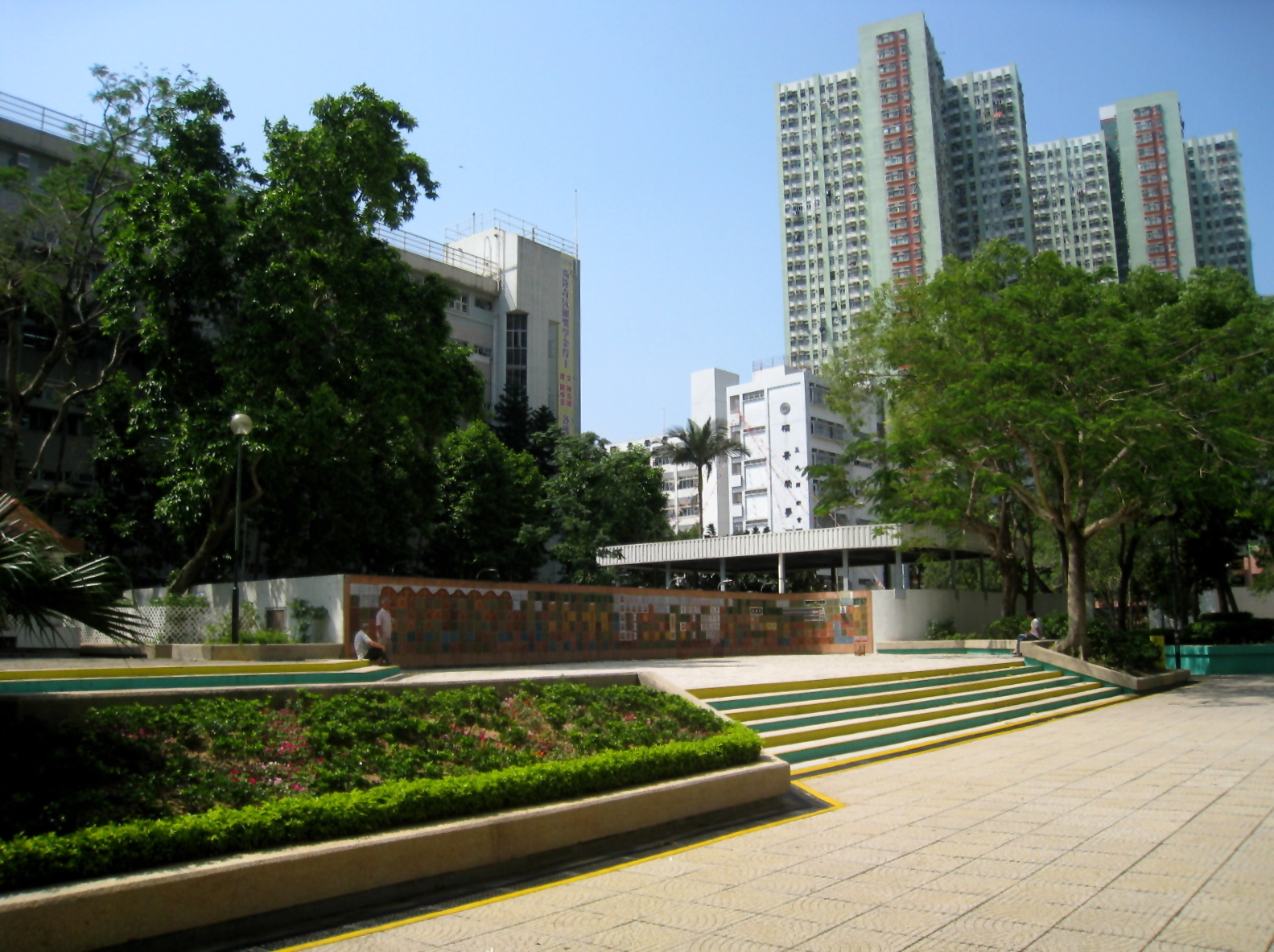
富善邨休憩空間（2009年）

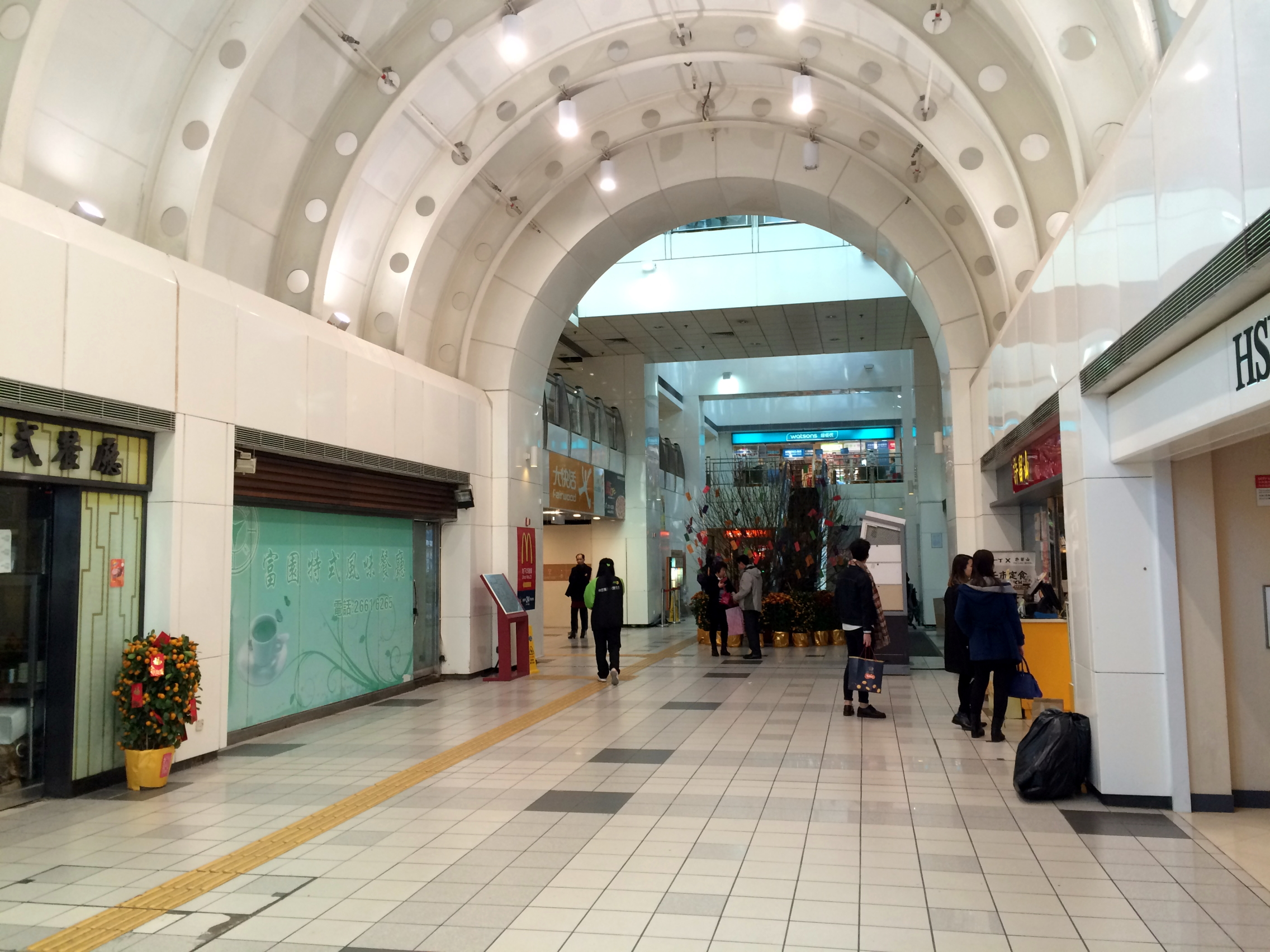
翻新前的富善商場（2016年）

富善邨內設有樓高2層的商場、街市、停車場，另有室內體育館。富善商場曾在90年代末曾經進行第一次翻新工程，2016年進行第二次翻新，不過第二次翻新期間將商場多個出口進行改動，包括扶手電梯出口更改到沒有有蓋通道及斜台的露天位置和升降機外加設防煙門廊，惹來居民不滿。
而位於商場地下的街市在2016年翻新前有110個檔位，但由於領展不租出檔位，結果只有50-60個有營運。街市翻新工程到2016年10月展開，只有三分之二進行裝修，另外三分之一維持不變。到最後約7,000呎範圍變成美國冒險樂園，區議員任啟邦認為街坊少了選擇，商場和街市的人流也少了。

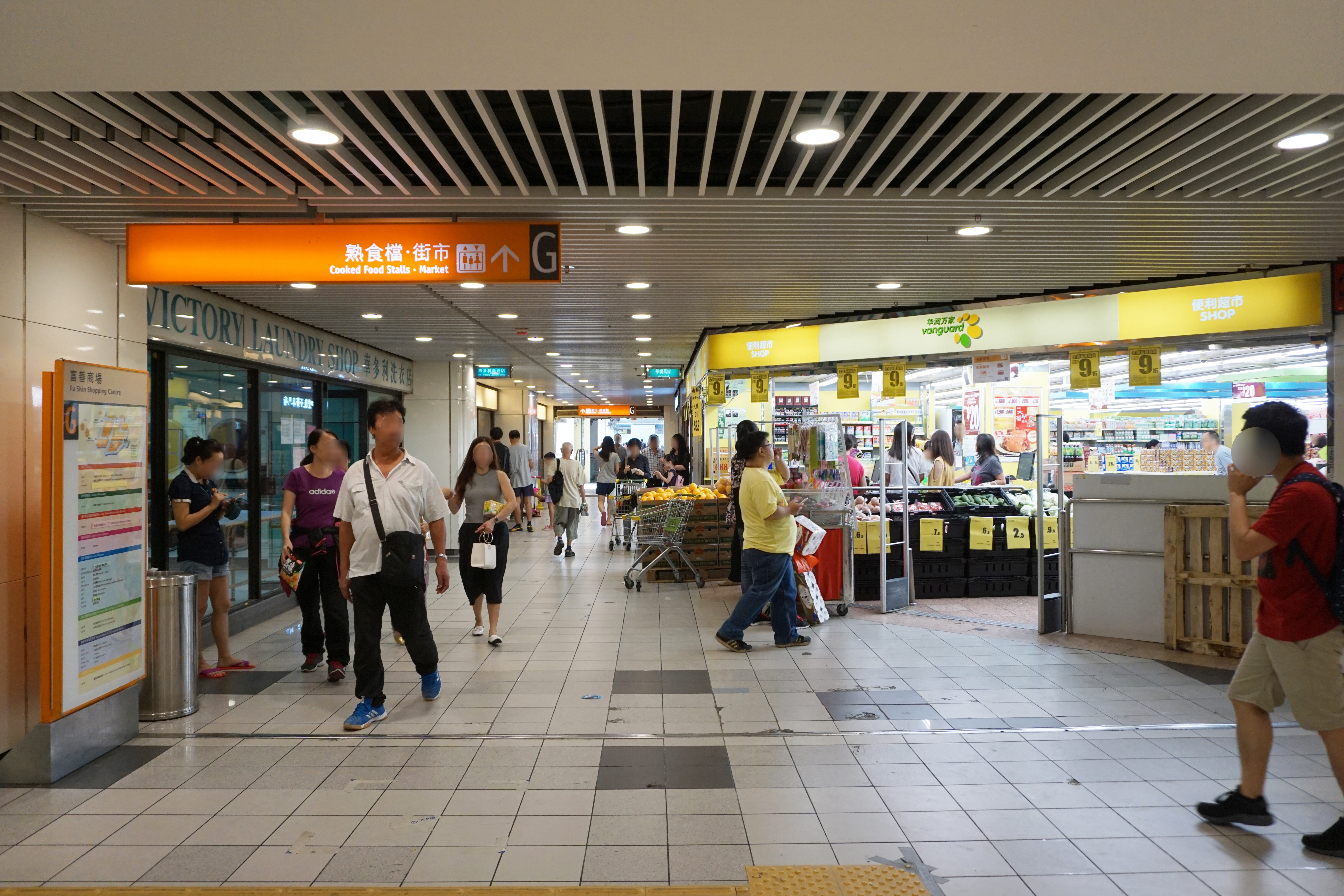
富善商場地下
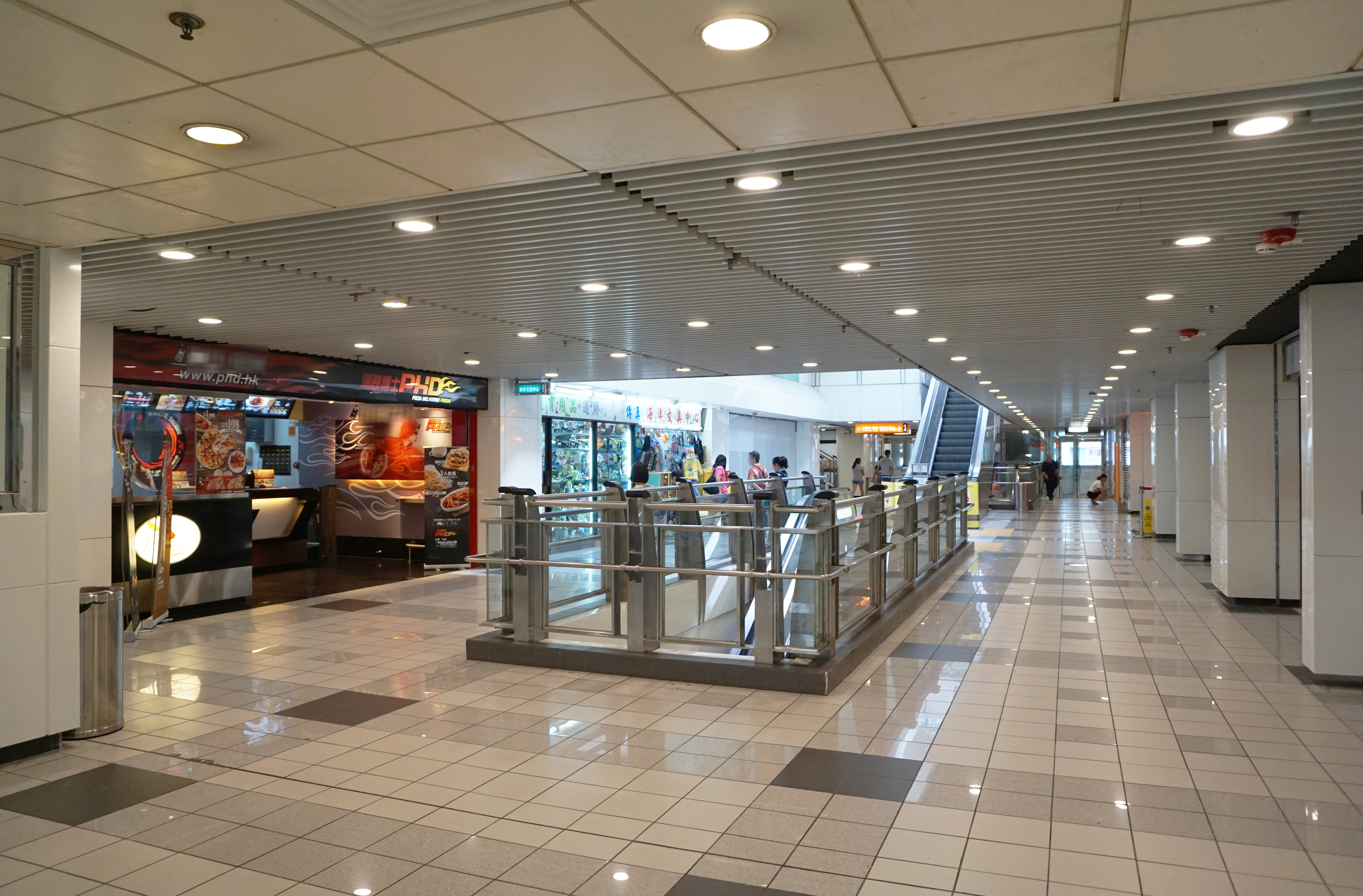
富善商場1樓
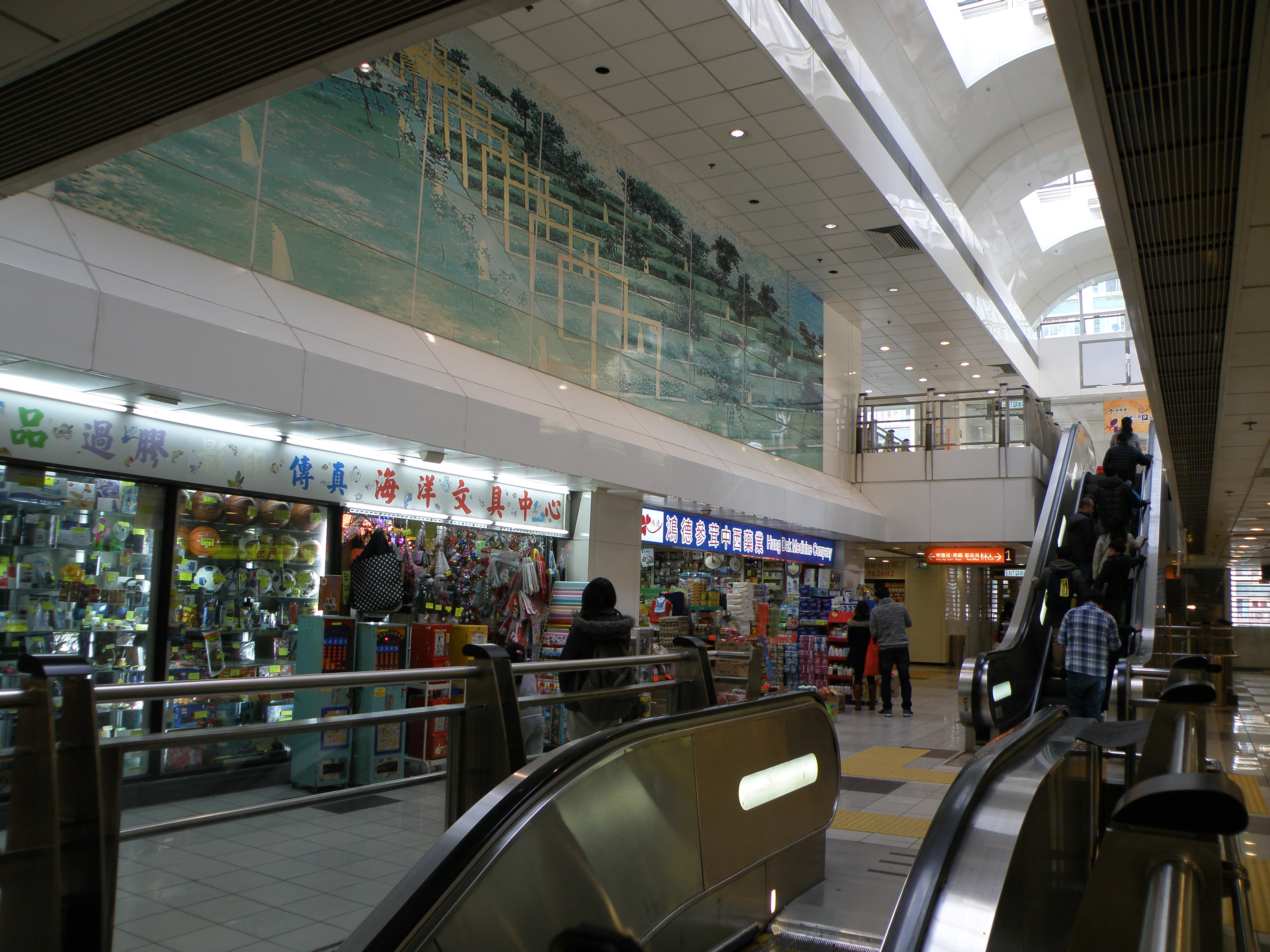
富善商場1樓（2014年）
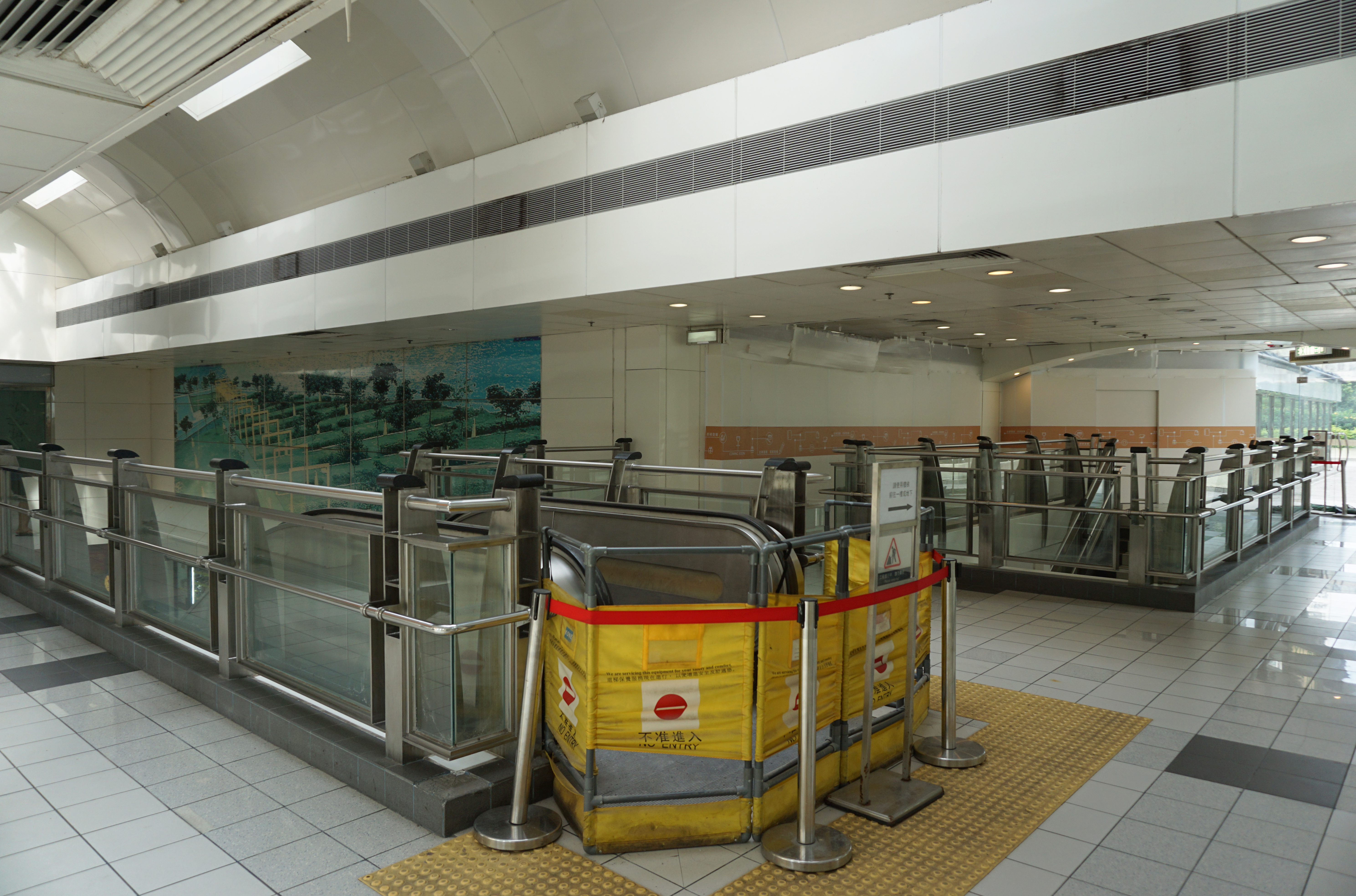
富善商場2樓（2016年）
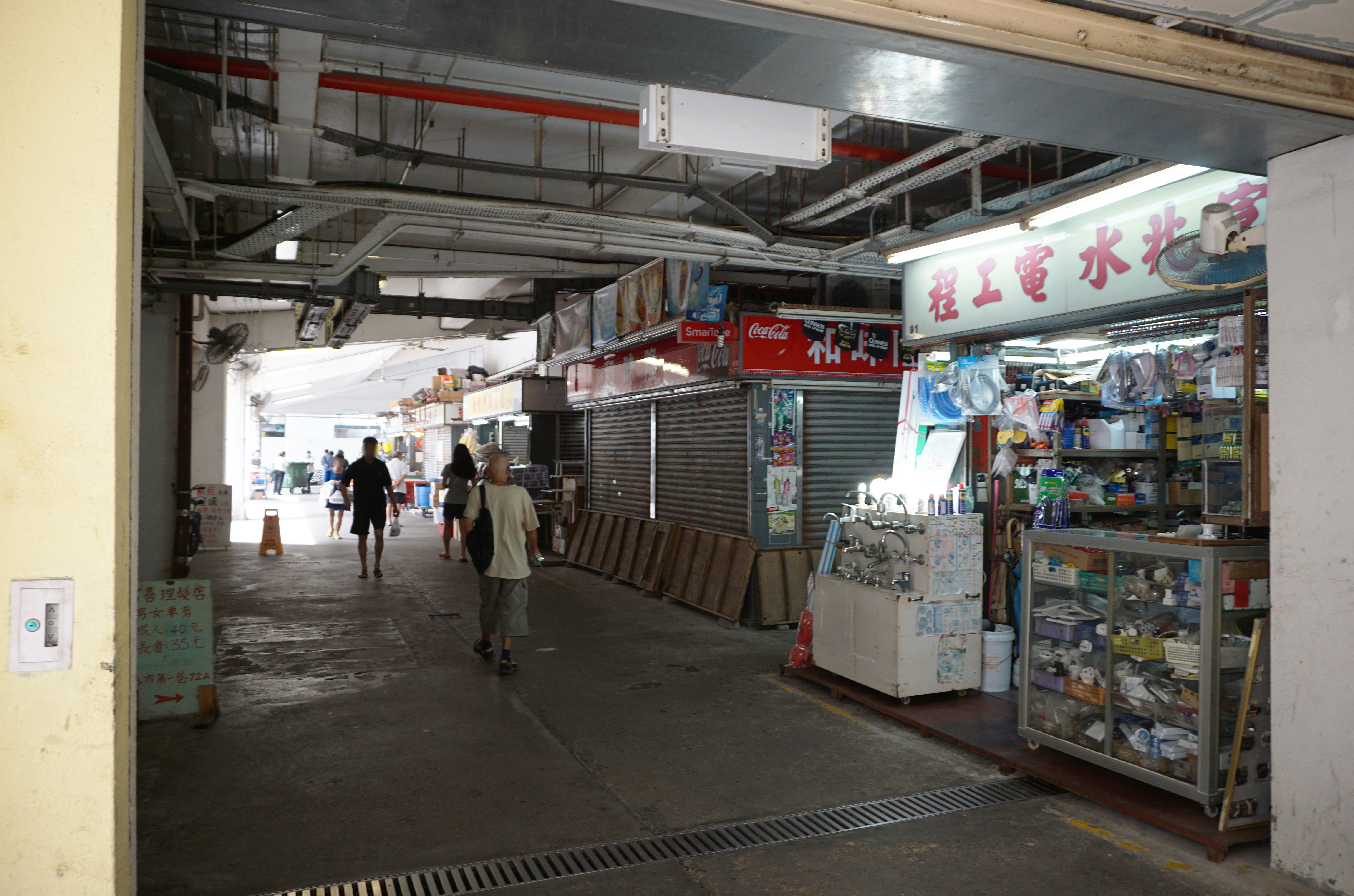
翻新前的富善街市
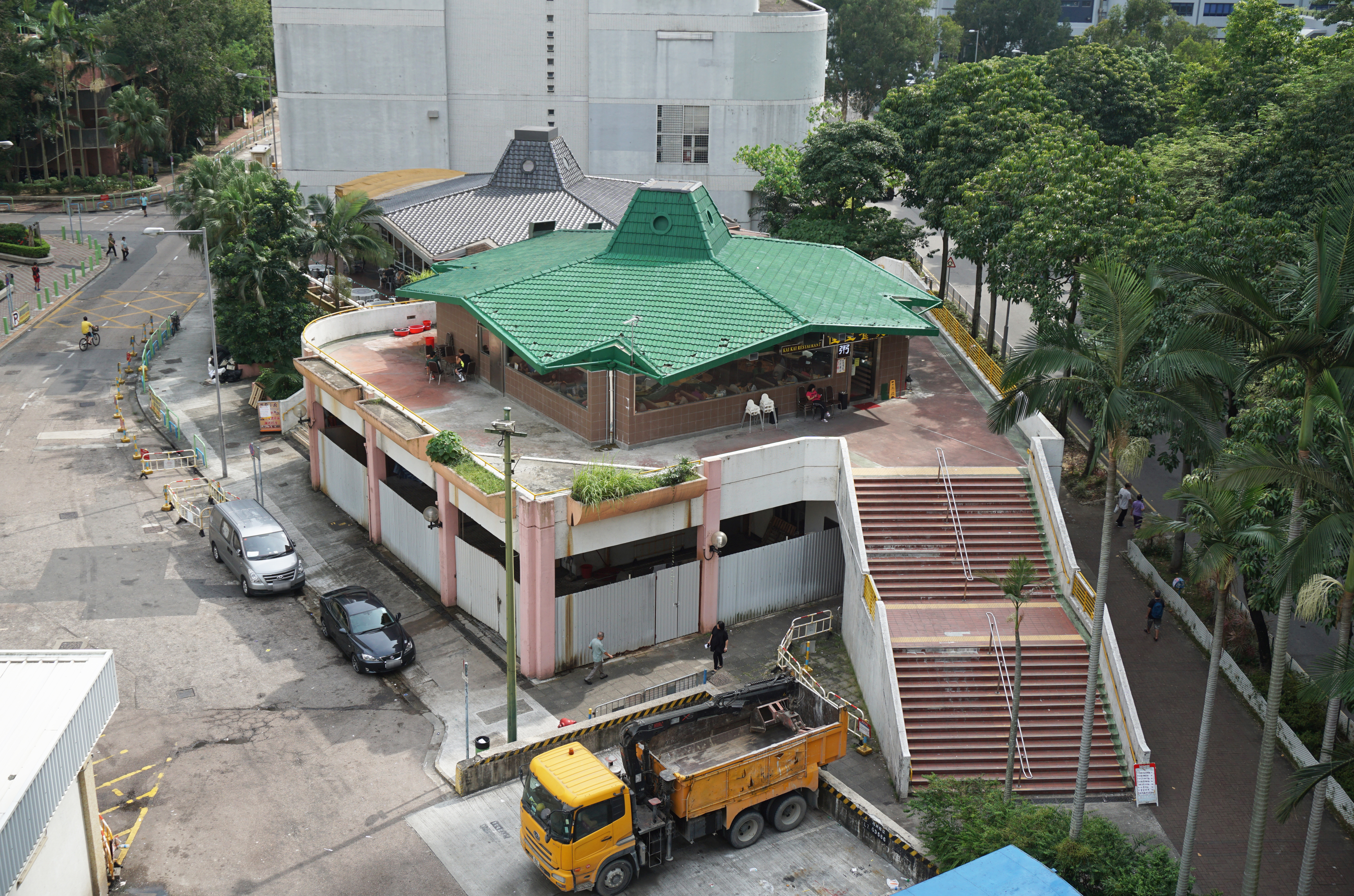
富善邨熟食檔
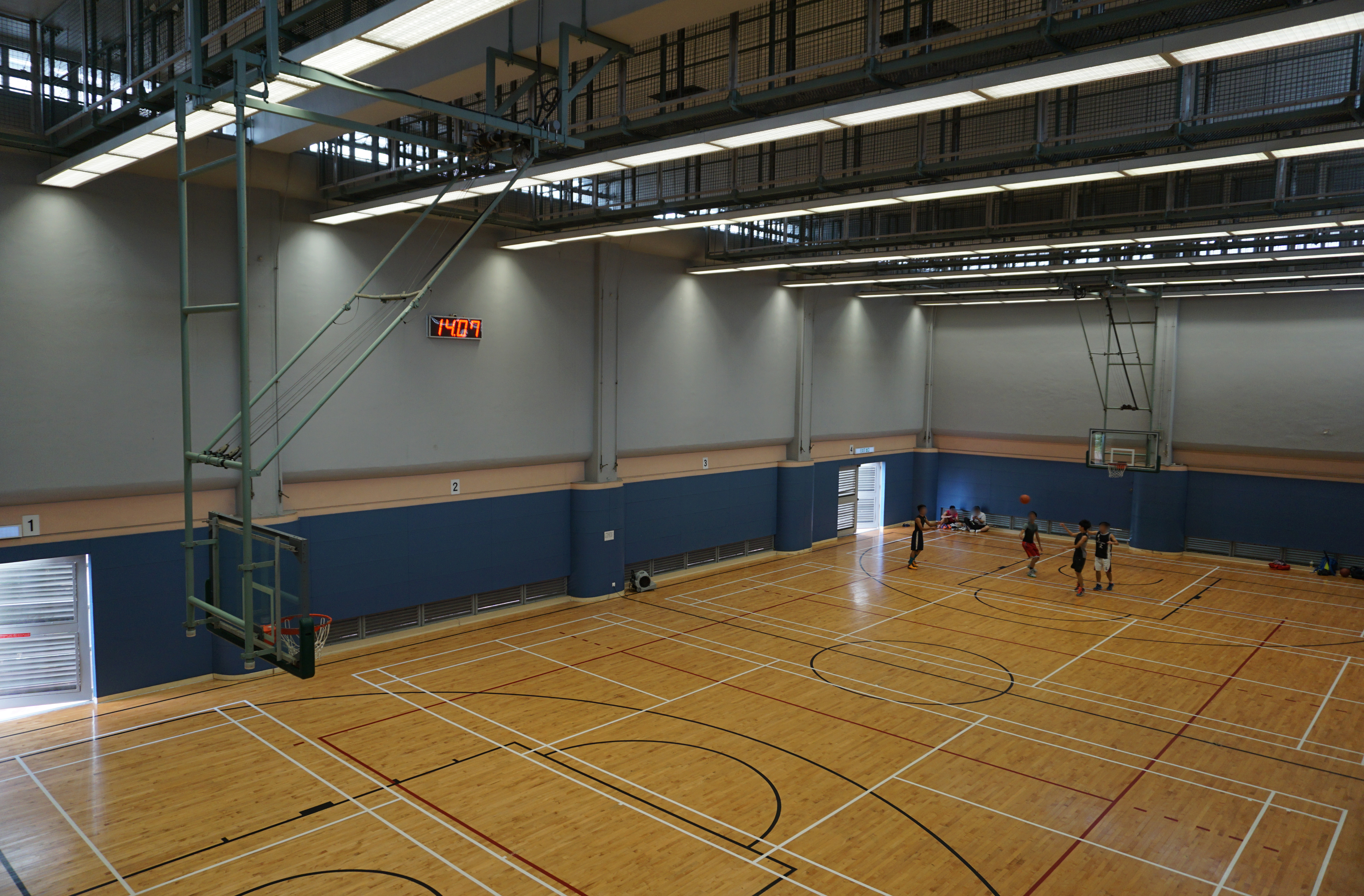
富善體育館
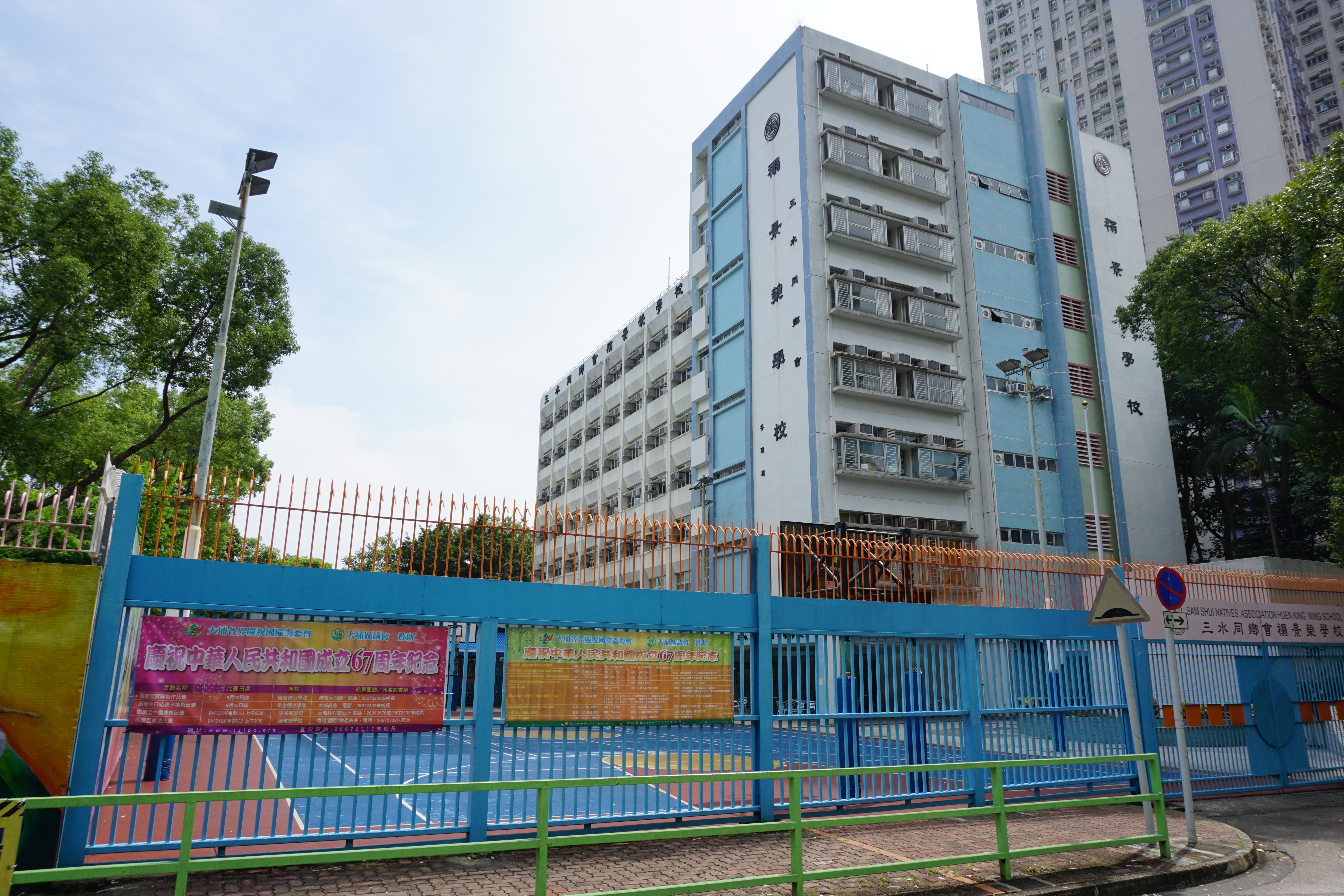
三水同鄉會禤景榮學校
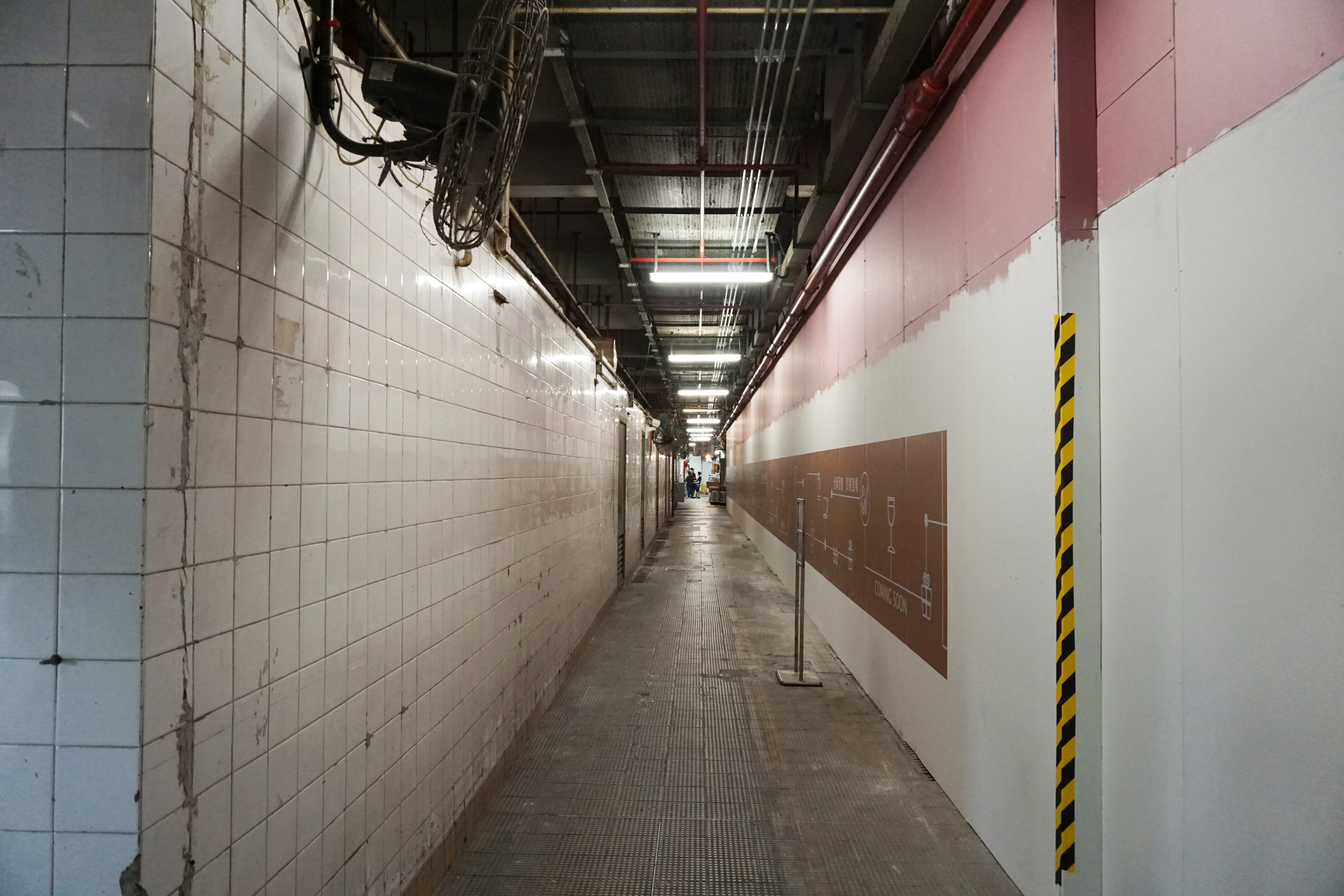
富善街市在2016年10月起進行局部翻新工程

#### 富善邨遊憩設施

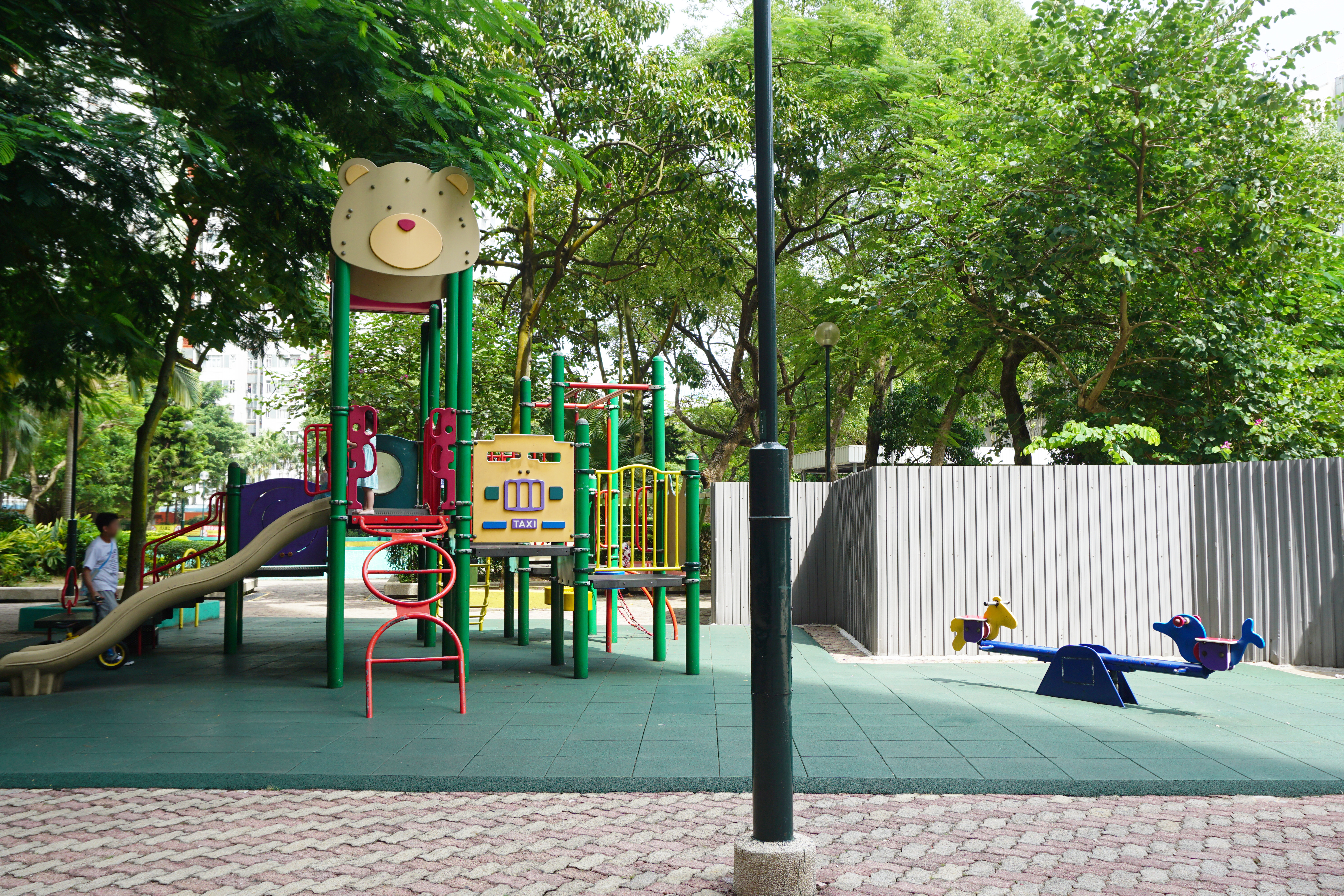
兒童遊樂場
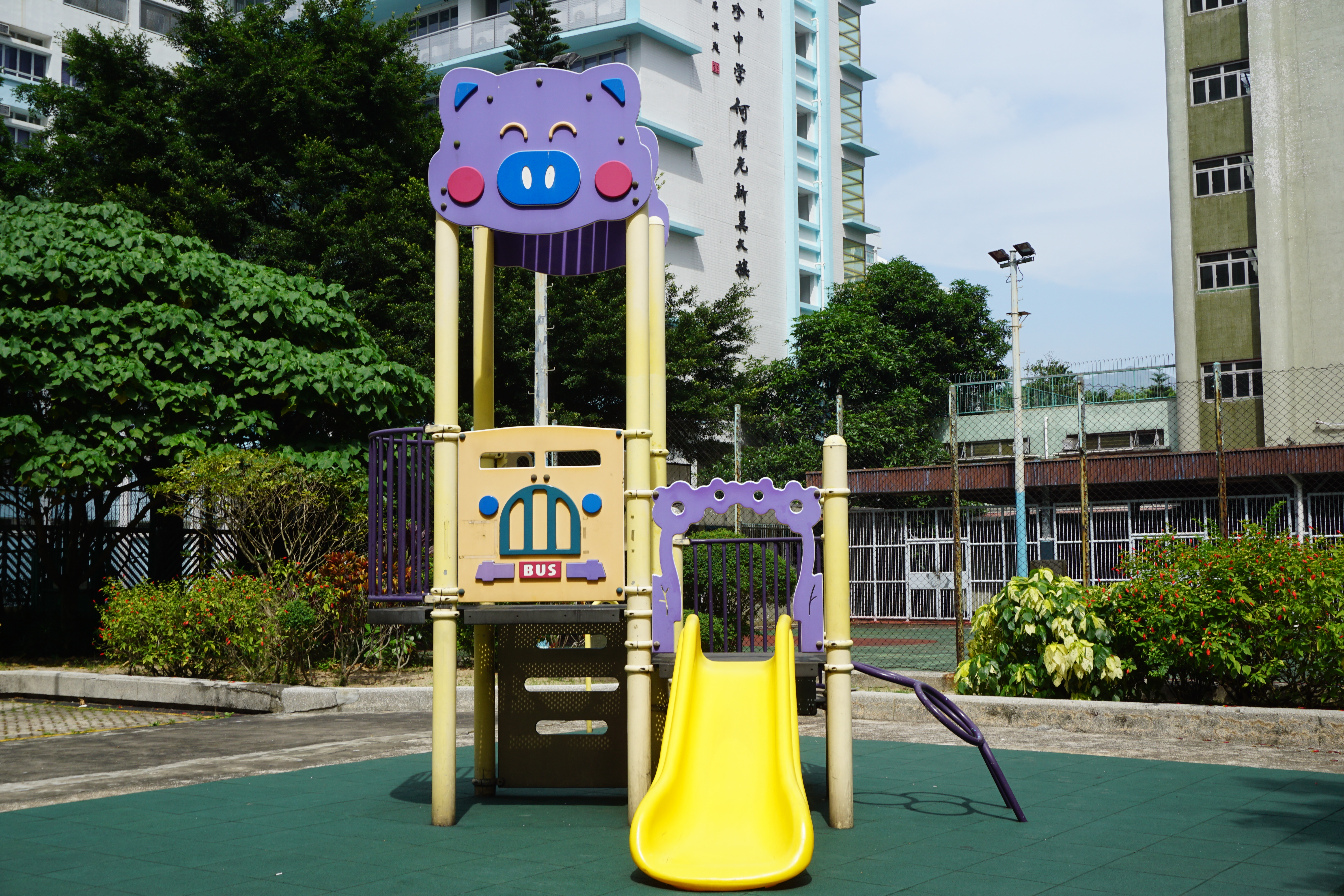
兒童遊樂場（2）
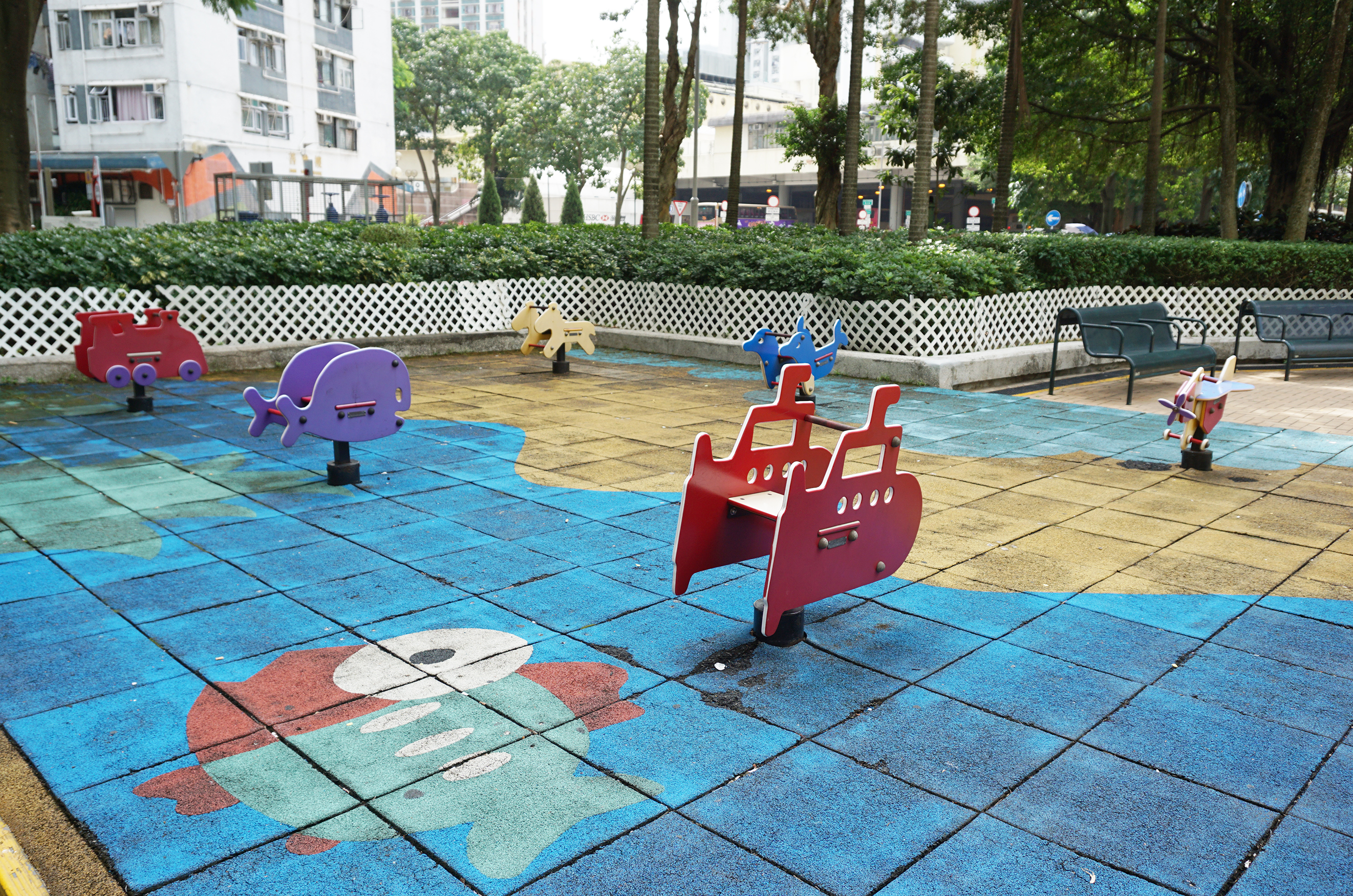
兒童遊樂場（3）
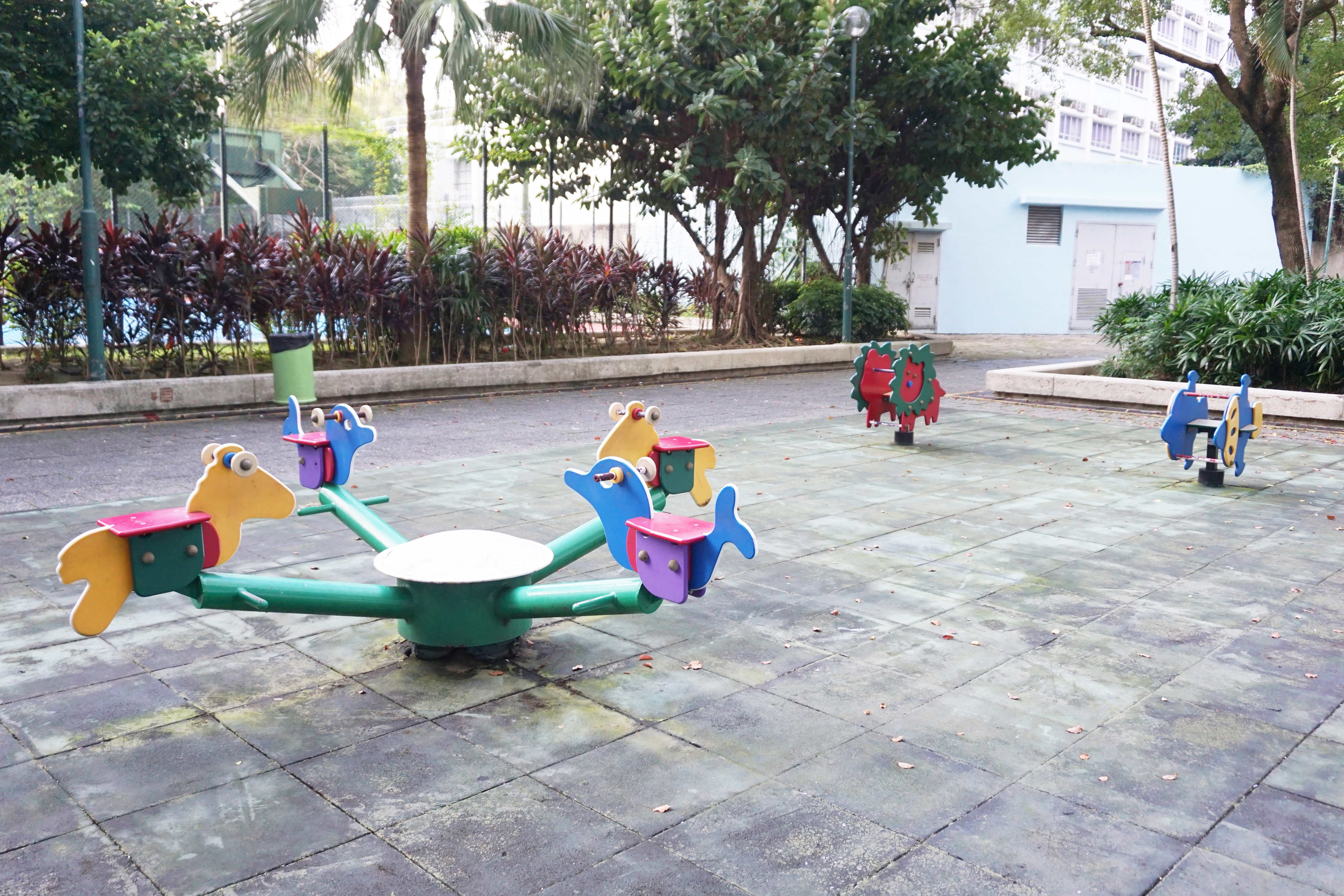
兒童遊樂場（4）
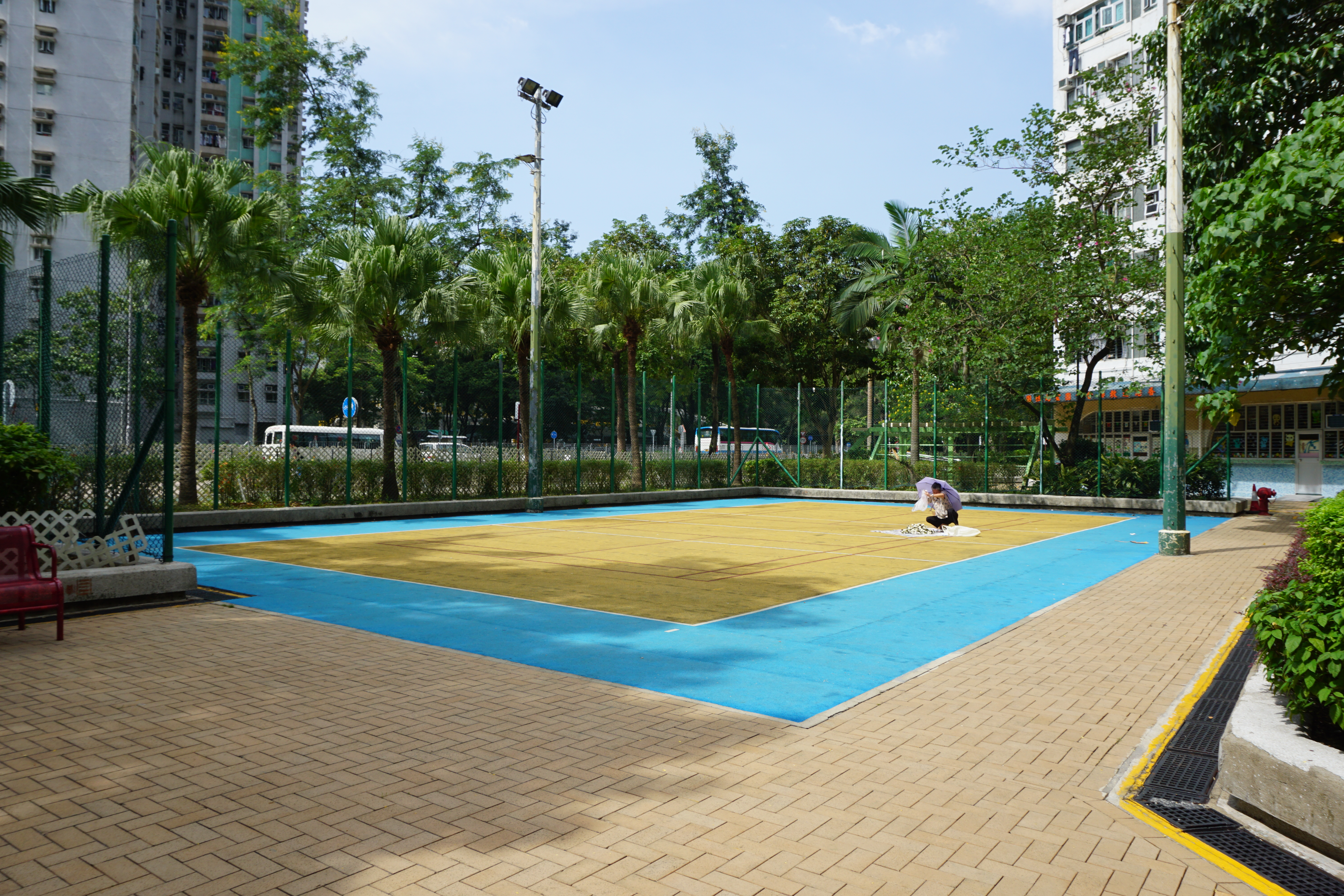
羽毛球場
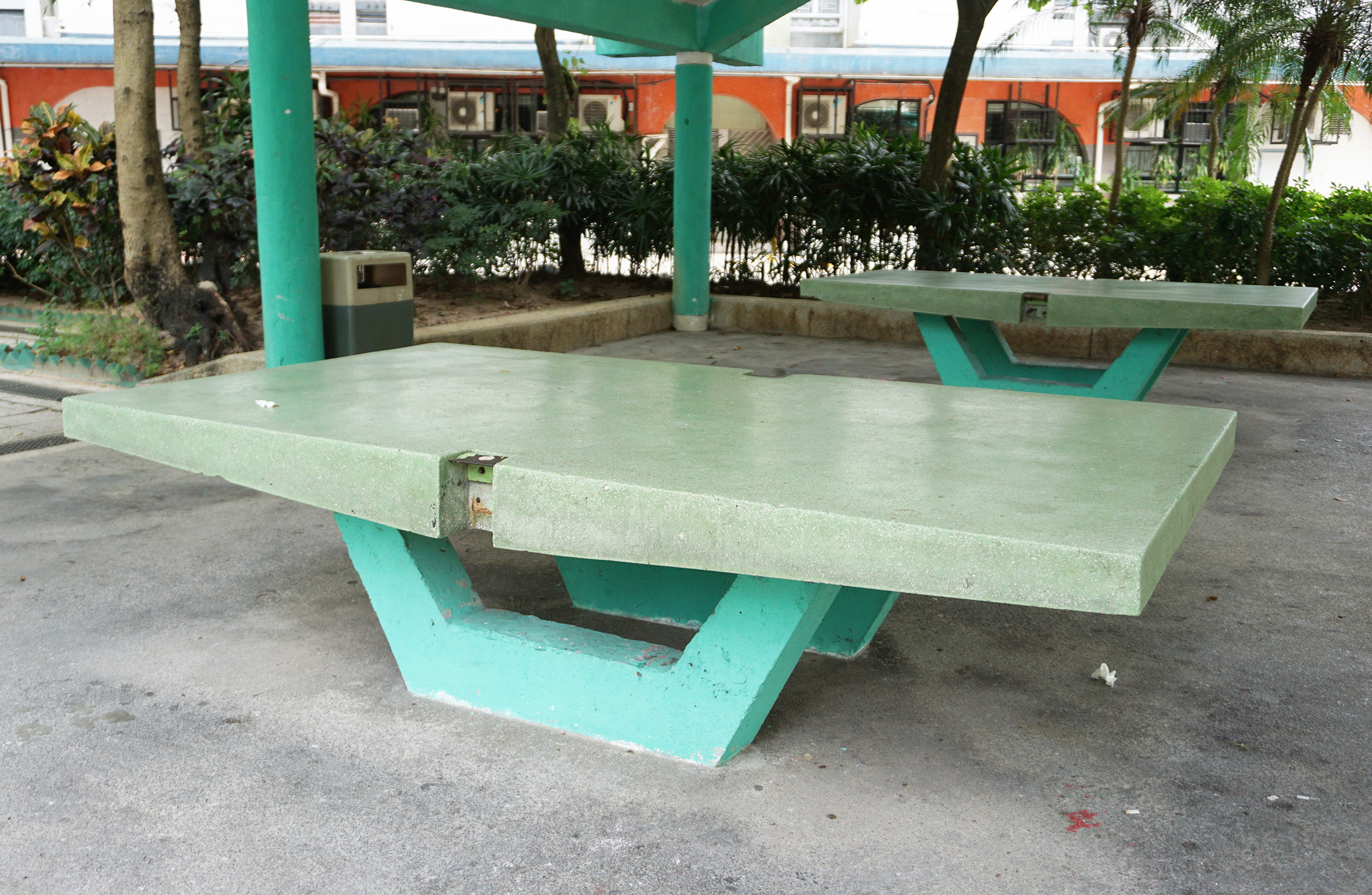
乒乓球場
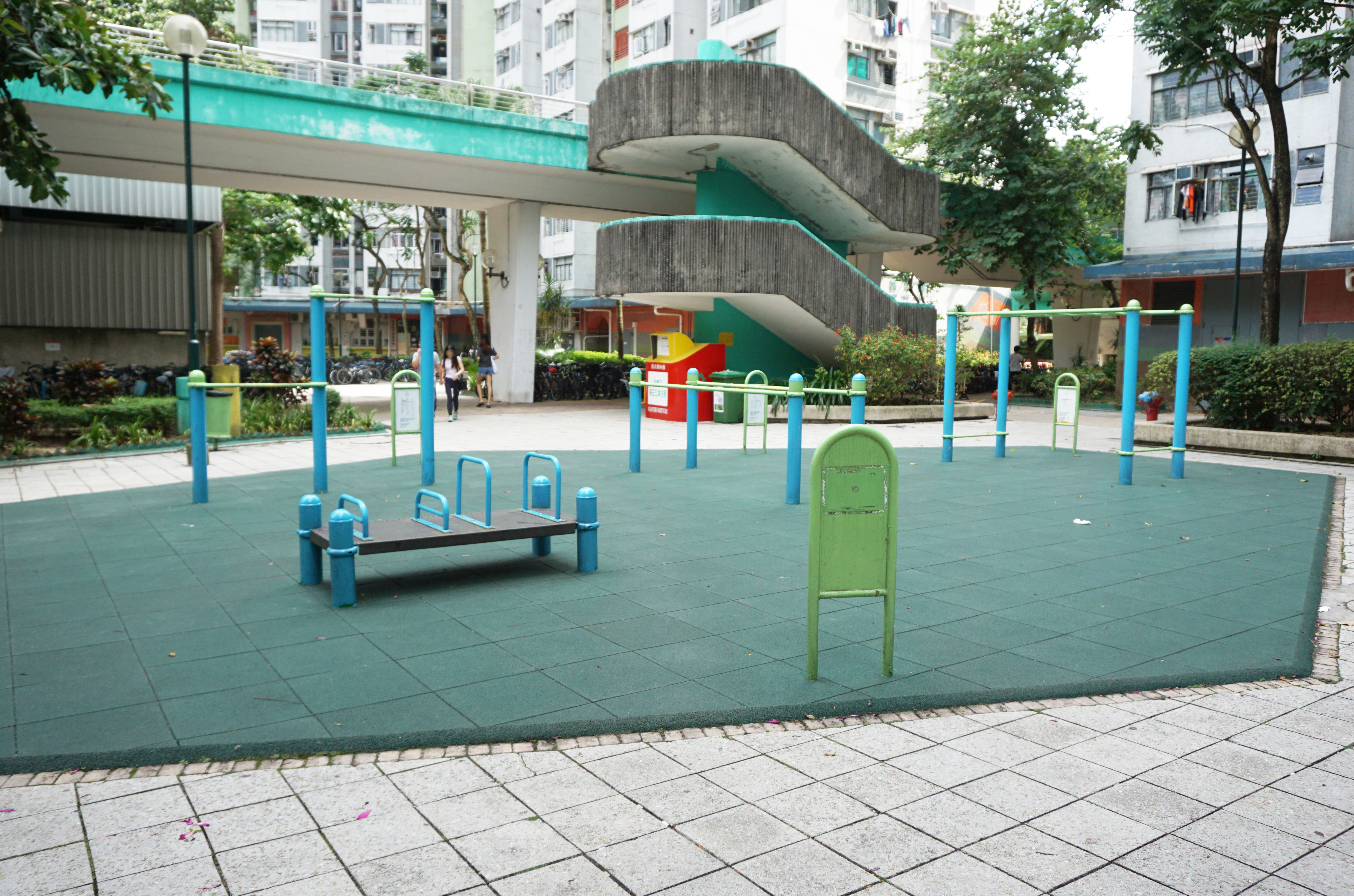
伸展柱

#### 明雅苑設施

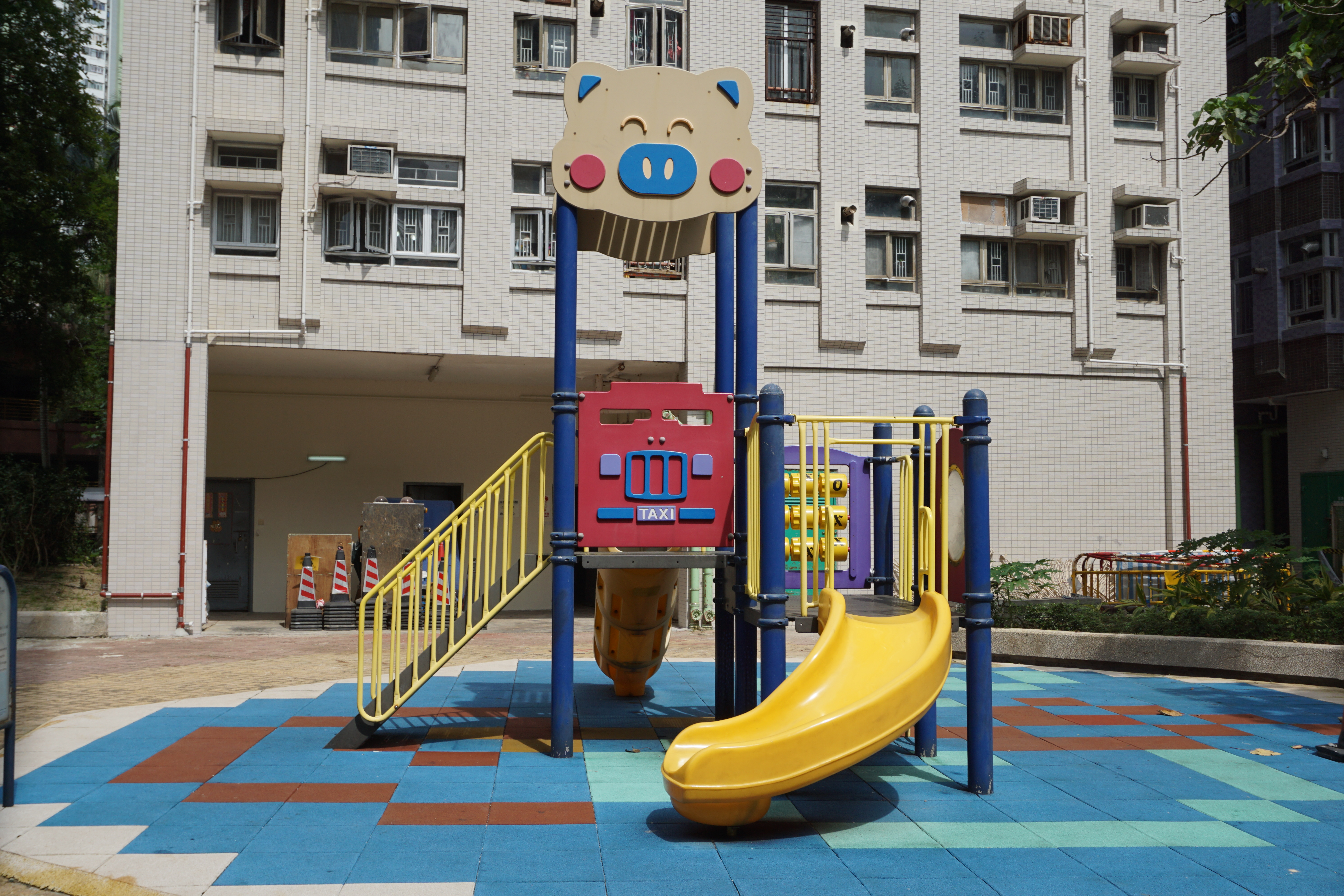
兒童遊樂場
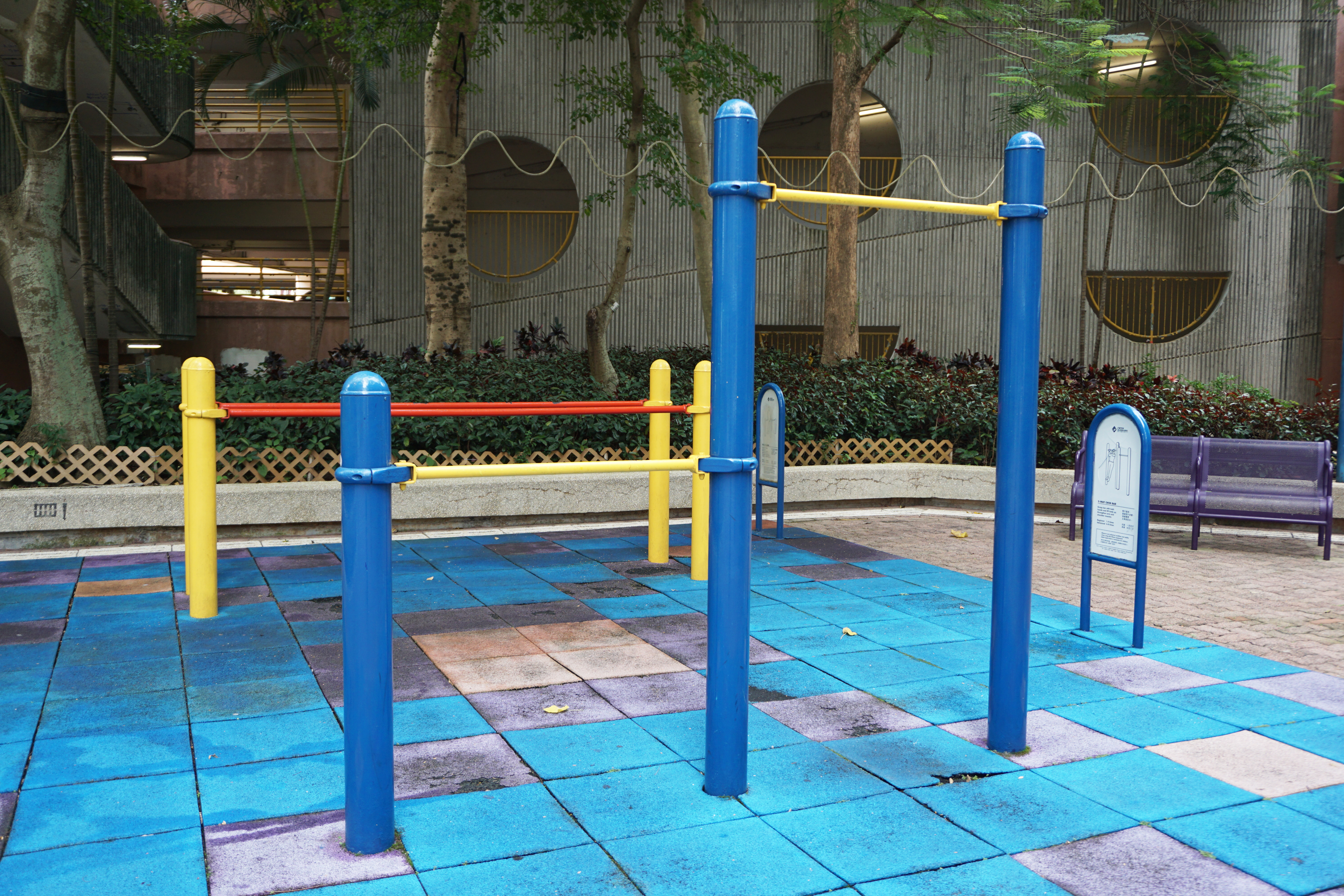
伸展柱

#### 怡雅苑設施

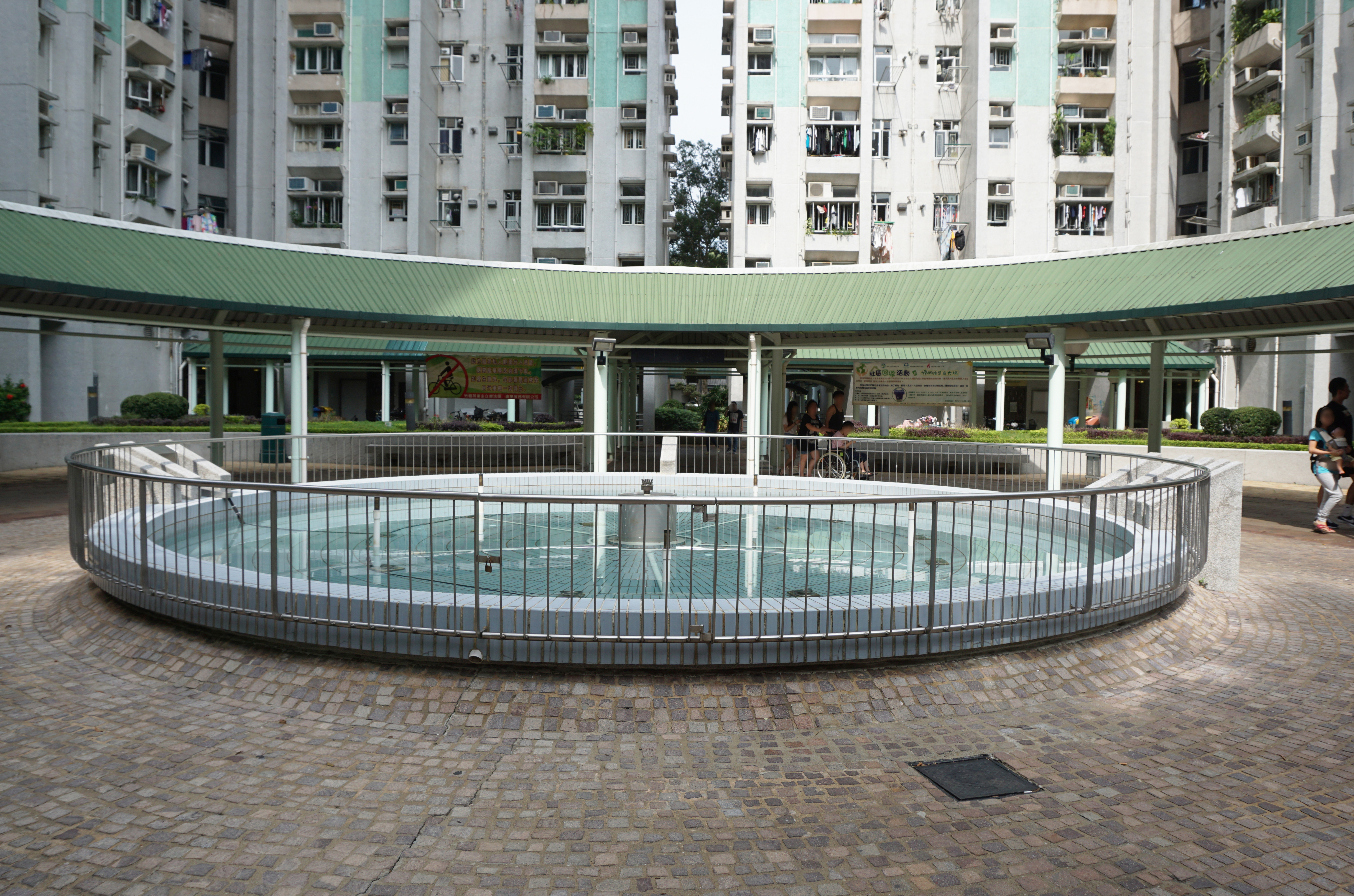
噴水池
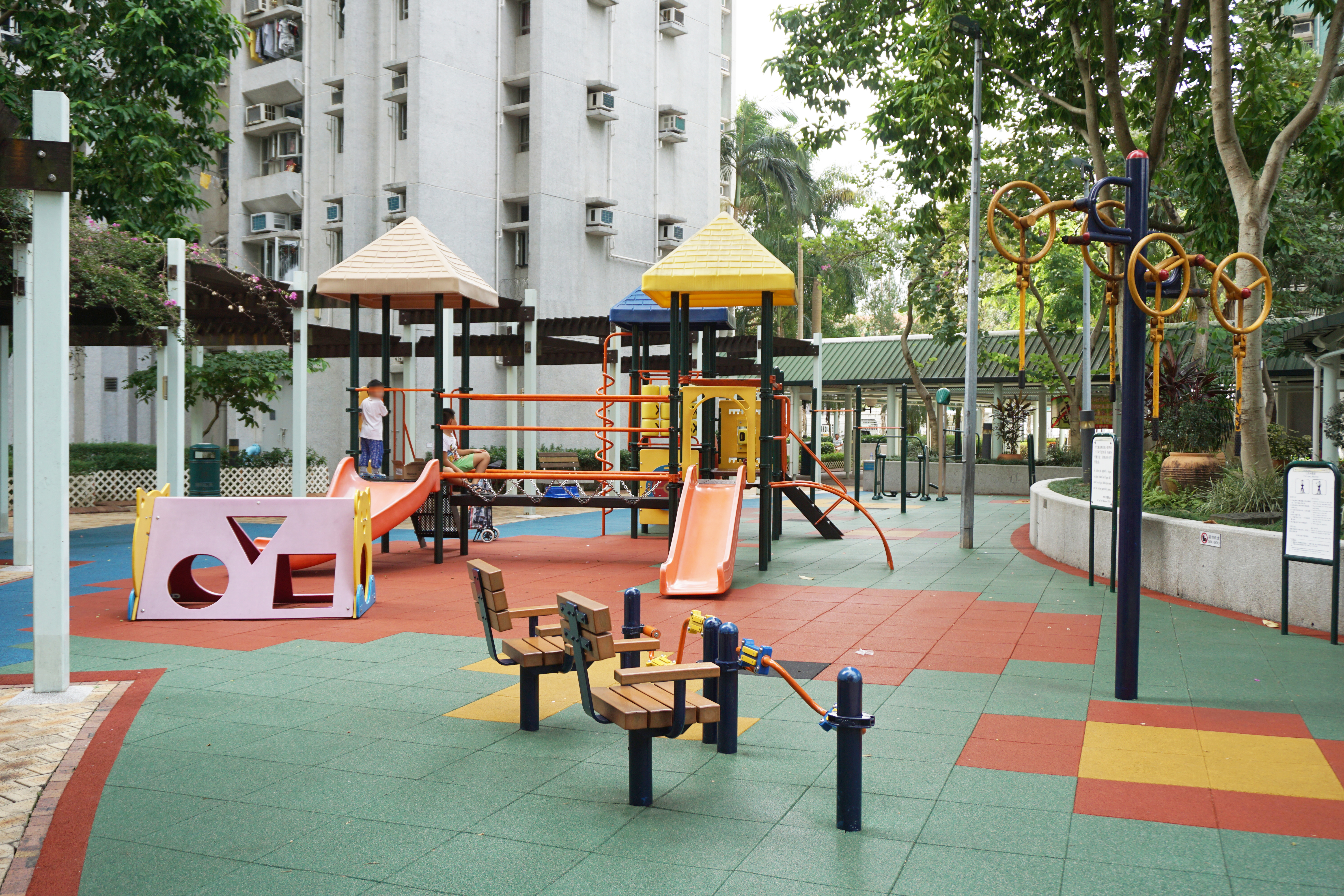
兒童遊樂場
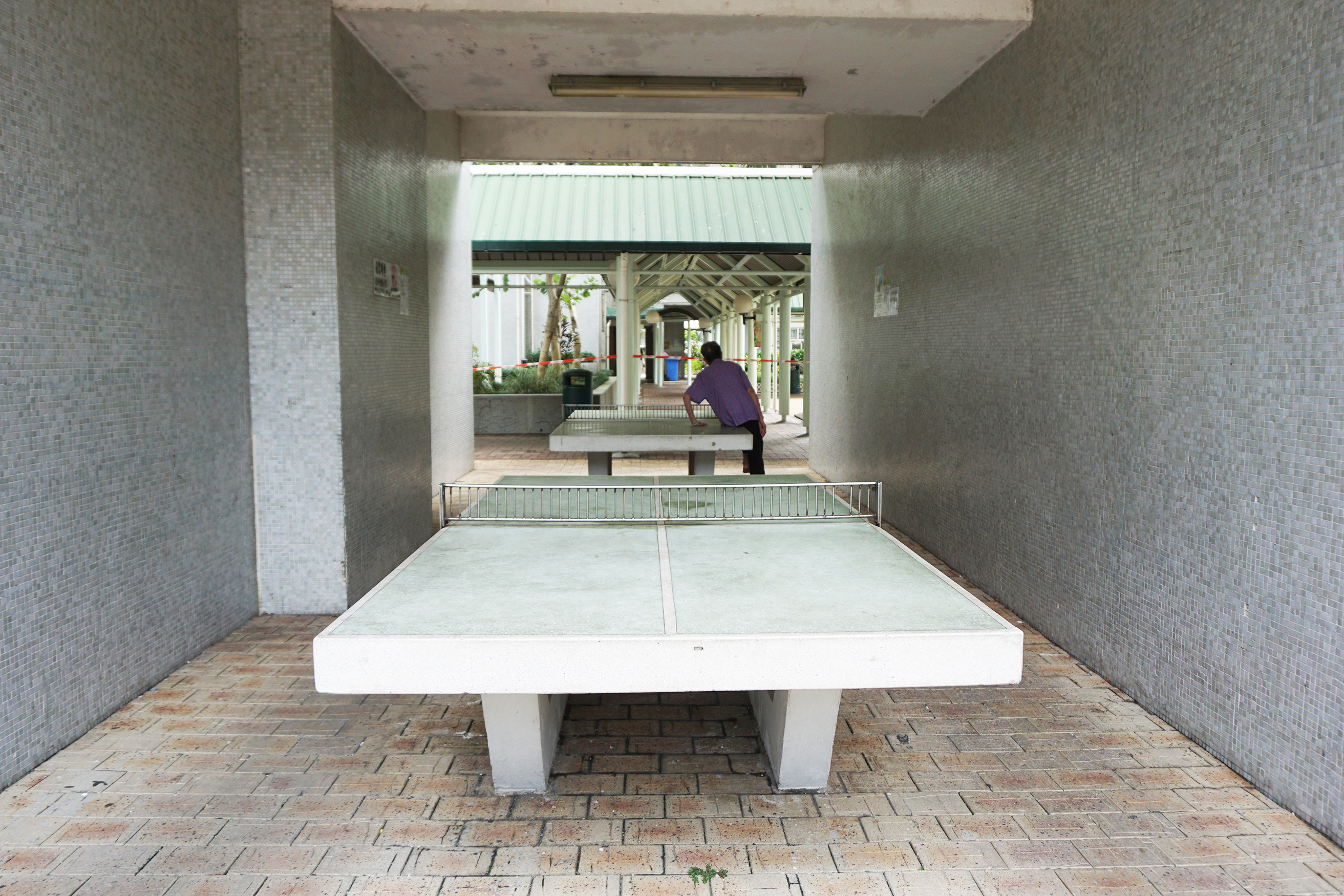
乒乓球場
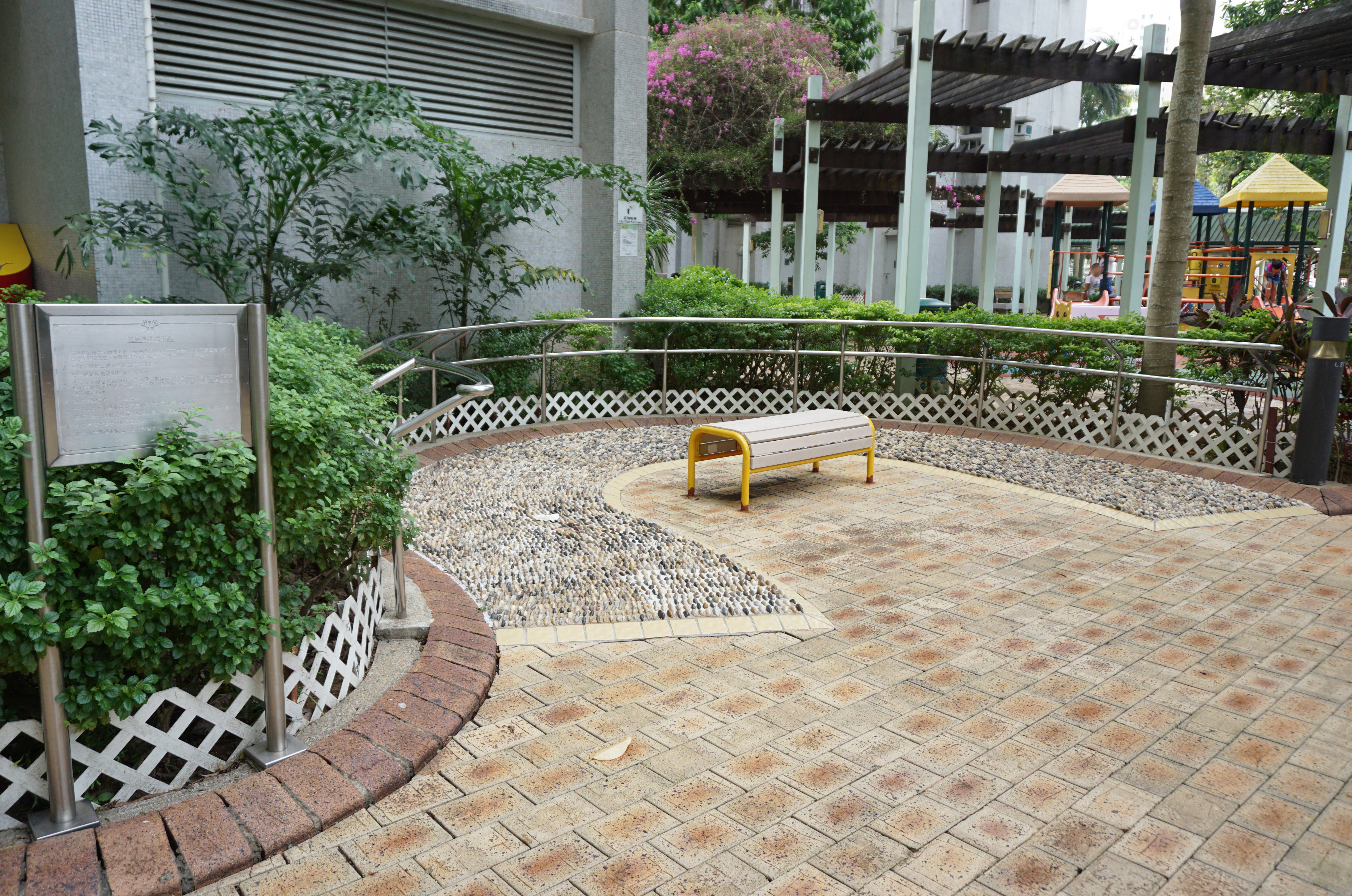
卵石路步行徑
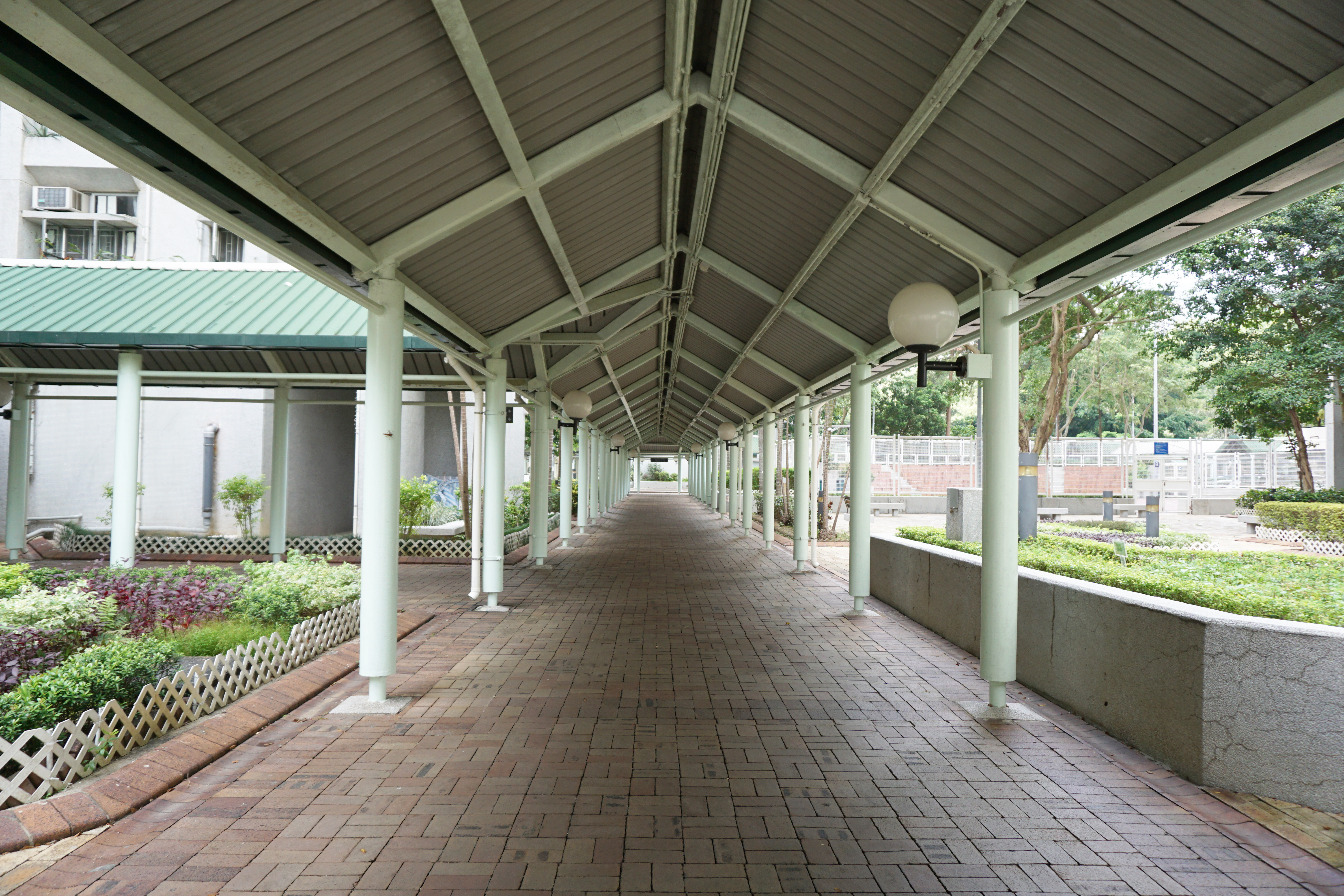
怡雅苑有蓋行人道

#### 教育及福利設施
富善邨內設有三間中學，兩間小學和兩間幼稚園：

### 中學
- 救恩書院，位於善景樓旁邊
- 孔教學院大成何郭佩珍中學，位於善景樓旁邊
- 香港道教聯合會圓玄學院第二中學，在富善邨東南面

### 小學
- 三水同鄉會禤景榮學校，在明雅苑旁邊
- 港九街坊婦女會孫方中小學，在富善邨東面，鄰近完善路和完善公園

已停辦
- 中華基督教會基正小學，位於善景樓旁邊

### 幼稚園
- 基督教香港崇真會安仁幼兒學校 （页面存档备份，存于）（1976年創辦）（位於富善邨）
- 香港道教聯合會圓玄幼稚園（富善邨） （页面存档备份，存于）（1986年創辦）（位於善美樓地下）

已結束
- 基明幼稚園（1986年創辦）（位於善鄰樓地下）

### 特殊幼兒中心
- 協康會雷瑞德夫人中心 （页面存档备份，存于）（位於善翠樓地下）

### 綜合青少年服務中心
- 路德會賽馬會富善綜合服務中心 （页面存档备份，存于）（位於善群樓地下）

### 長者鄰舍中心
- 中華傳道會恩光長者鄰舍中心 （页面存档备份，存于）（位於善雅樓地下104至105室）

### 護理安老院
- 嗇色園主辦可善護理安老院（位於善景樓地下及2樓）

## 附近環境
富善邨由新昌管理服務有限公司作物業管理，升降機由蒂森克虜伯電梯有限公司維修。但由於在2008年10月發生升降機罕見下墮意外後，於2010年舉行業主大會投票，決定由2010年3月1日起，更換另一個承辦商奧的斯電梯有限公司接手管理，同時將所有原裝通力升降機更換為奧的斯升降機。（參見）
另外，富善邨南方貼近明雅苑，西北面鄰接怡雅苑，西面為新興花園、大埔廣場和大埔中心。南面的廣福邨、北面的富亨邨和西北面的大元邨距離富善邨都是約15分鐘步行路程。

### 休憩設施
- 完善公園
- 大埔海濱公園

兩者皆位於富善邨東南面

### 學校
富善邨附近學校林立，除了邨內數間中小學（詳見本頁上方），附近另有：

## 交通

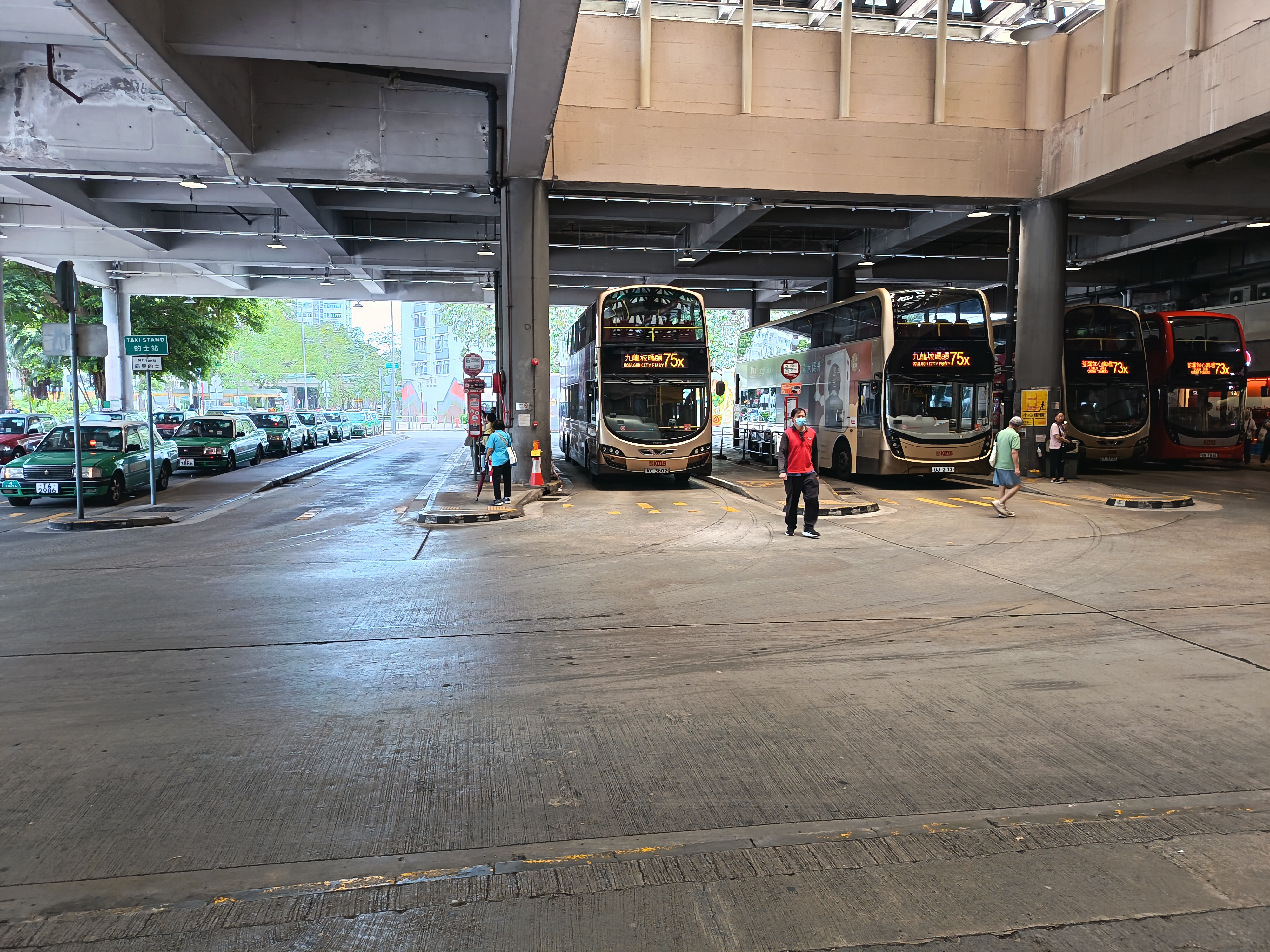
富善巴士總站

#### 中學
- 迦密柏雨中學
- 中華聖潔會靈風中學

#### 小學
- 大埔循道衛理小學

## 區議會議席分布
| 範圍／年度 | 範圍／年度                     | 2000-2003 | 2004-2007  | 2008-2011  | 2012-2015  | 2016-2019  | 2020-2023  |
| ---------- | ------------------------------ | --------- | ---------- | ---------- | ---------- | ---------- | ---------- |
| 明雅苑     | 明雅苑                         | 富明選區  | 富明新選區 | 富明新選區 | 富明新選區 | 富明新選區 | 富明新選區 |
| 富善邨     | 善群樓及善鄰樓                 | 富明選區  | 富明新選區 | 富明新選區 | 富明新選區 | 富明新選區 | 富明新選區 |
| 富善邨     | 善景樓、善美樓、善雅樓及善翠樓 | 怡富選區  | 怡富選區   | 怡富選區   | 怡富選區   | 怡富選區   | 怡富選區   |
| 怡雅苑     |                                | 怡富選區  | 怡富選區   | 怡富選區   | 怡富選區   | 怡富選區   | 怡富選區   |

## 相關事件
- 1985年，剛入伙的明雅苑，被揭發多個單位的窗台及天花板出現不正常滲水。經房署調查後，證實滲水根源來自屋苑採用的「全機械式建築法」，因此當局決定不再在日後興建的公營房屋中採用該工法；至於受影響業主，則獲延長單位保養期一年[15]。
- 2008年10月25日，善雅樓L32升降機因鋼纜金屬疲勞，從14樓墜落地下，無人受傷。[16][17]由於事態嚴重，機電工程署於同年決定引入升降機承辦商評分制，並於2012年修訂相關法例，以加強監管升降機承辦商[18]。

## 外部連結
- 房委會物業位置及資料 富善邨（页面存档备份，存于）
- 房委會物業位置及資料 明雅苑（页面存档备份，存于）
- 房委會物業位置及資料 怡雅苑（页面存档备份，存于）
- 房委會物業位置及資料 富善邨（页面存档备份，存于）
- 房委會物業位置及資料 明雅苑 （页面存档备份，存于）
- 房委會物業位置及資料 怡雅苑（页面存档备份，存于）

22°27′14.82″N 114°10′27.87″E / 22.4541167°N 114.1744083°E